# Église Notre-Dame-de-l'Assomption de Chantilly
L’église Notre-Dame de l'Assomption est une église catholique paroissiale située à Chantilly, dans le département de l'Oise, en région Hauts-de-France, en France. C'est la première église de Chantilly. Sa construction est lancée en 1687 par le prince Henri-Jules de Bourbon-Condé conformément à un vœu exprimé par le testament de son père le Grand Condé, qui stipule également que les fonds nécessaires doivent être prélevés sur sa fortune. Les plans sont dessinés par Jules Hardouin-Mansart, et l'église est achevée au début de l'année 1692. C'est un édifice d'un style classique assez sobre, qui s'avère rapidement trop petit : pour répondre à l'augmentation de la population, un agrandissement est entrepris entre 1724 et 1734. L'église n'a pratiquement plus évolué depuis. Dans le département de l'Oise, l'on ne trouve aucune autre église paroissiale d'un style classique clairement affirmé. Pour cette raison et la qualité de son architecture, elle a été classée au titre des monuments historiques par arrêté du 30 septembre 1965. Elle est au centre de la paroisse de la Sainte-Famille de Chantilly.

## Histoire

### Le contexte

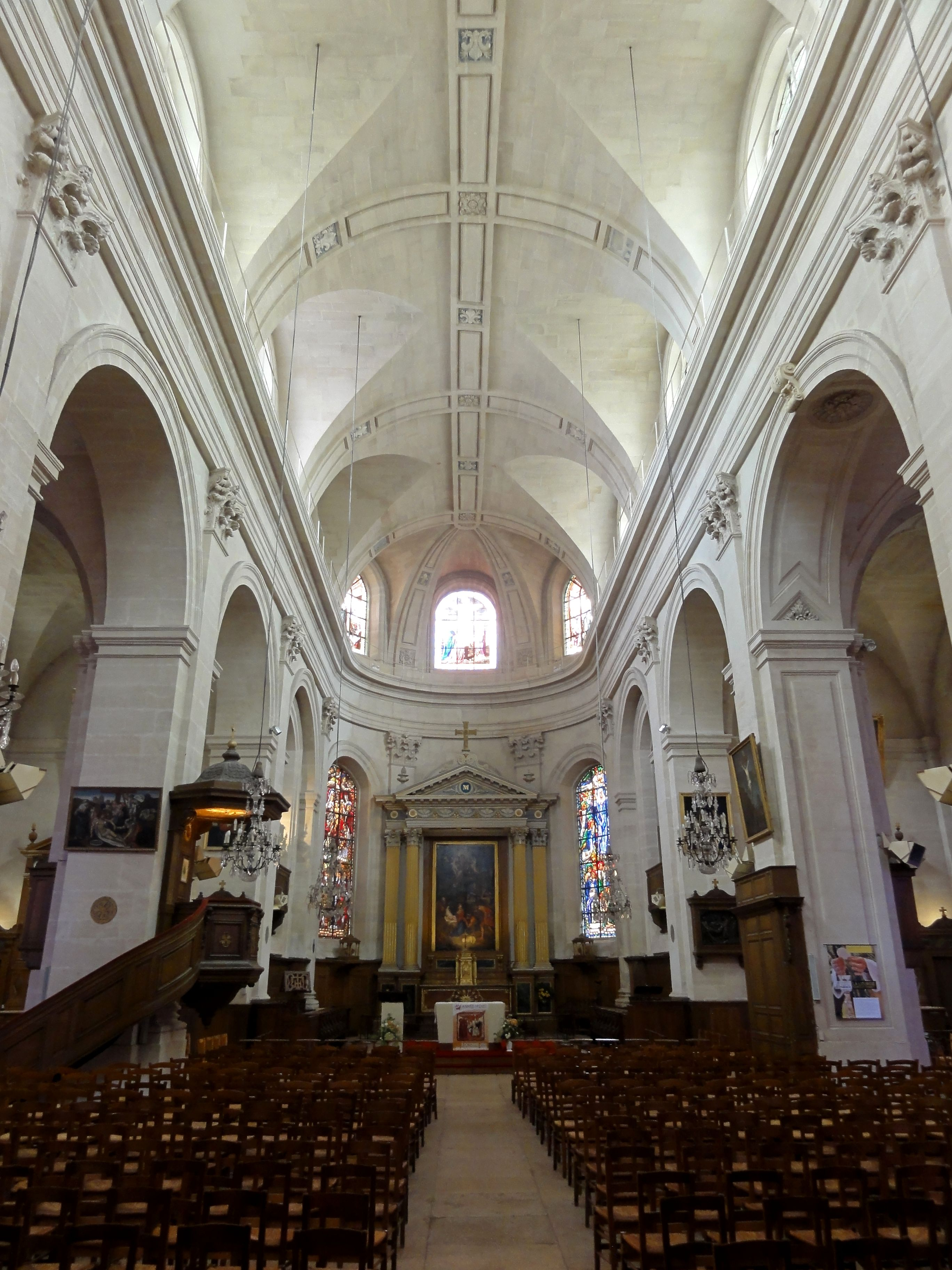
Vue générale intérieure.

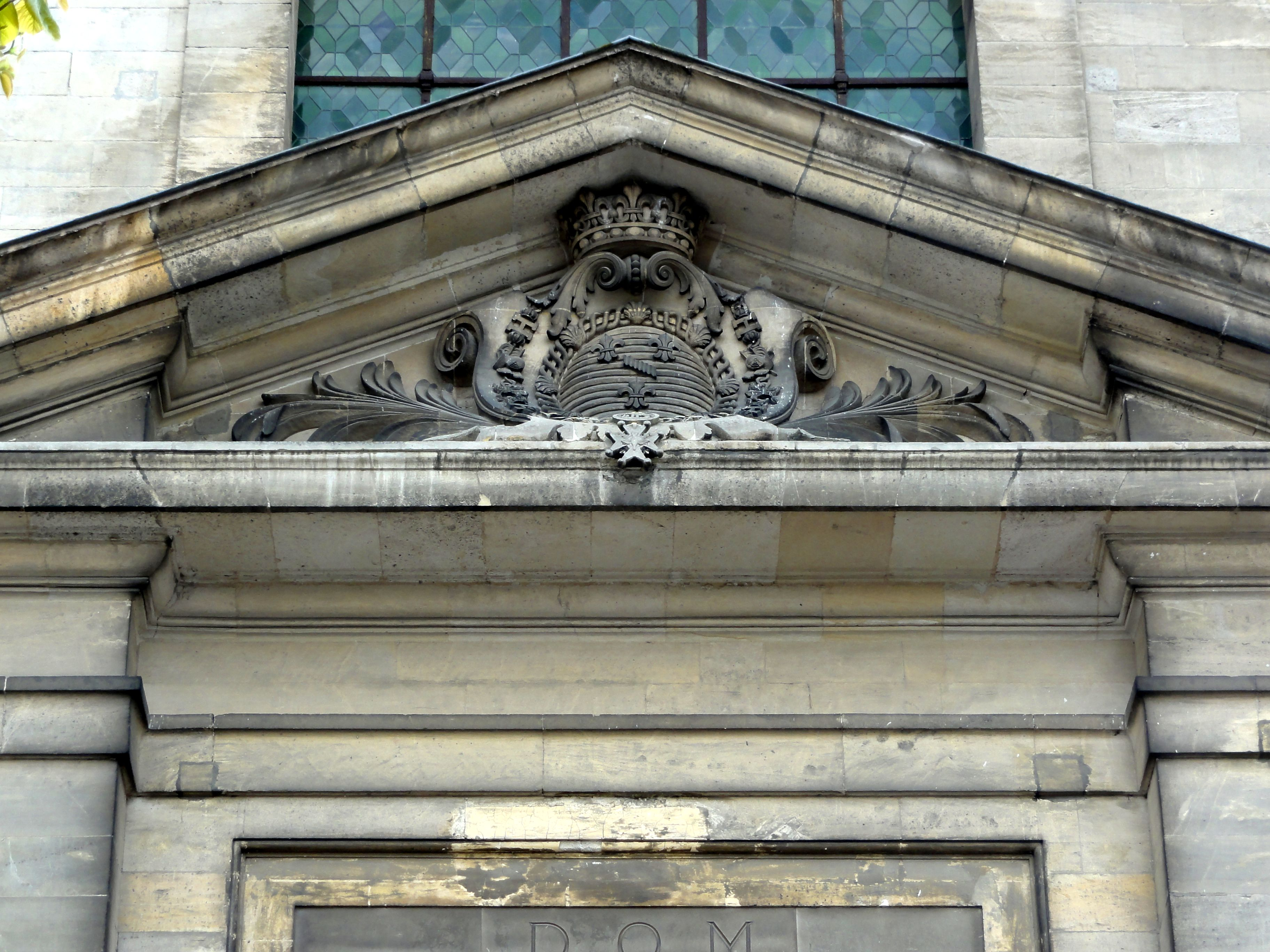
Fronton de la façade occidentale.

En 1663, le prince Louis II de Bourbon-Condé, dit le Grand Condé, lance une importante campagne de travaux pour l’agrandissement du parc, la création de divers aménagements paysagers et l’extension des bâtiments. De nombreux ouvriers affluent vers Chantilly, et quand le Grand Condé se fixe définitivement à Chantilly quelques années plus tard, de plus en plus d’habitants sont attirés par le travail que procure le domaine. En 1672, le Grand Condé concède des terrains pour qu’ils puissent construire des maisons près du château. Elles sont rapidement transformées en auberges, car la construction des logements ne suit pas le rythme de l’arrivée des nouveaux habitants. Leur pratique religieuse est rendue difficile par l’éloignement des lieux de culte. Les informations sur l’ouverture de la chapelle du château aux habitants dont l’on dispose sont contradictoires : il paraît que le chapelain se soit occupé des habitants du domaine de château dans le passé, mais que ce n’est plus le cas à la fin du XVIIe siècle. Les sept petites chapelles disséminées sur le domaine ne sont en tout cas pas utilisées pour la célébration de messes régulières. Le personnel du château doit en principe se rendre à l’église de Saint-Léonard, paroisse sur laquelle se situent le château et son domaine, soit à l’église de Gouvieux. Il n’y a qu’une messe par dimanche à Saint-Léonard, et du fait des horaires de travail qui leur sont imposés, les domestiques du château ne peuvent pratiquement jamais s’y rendre. Très peu d’habitants de Chantilly sont présents lors des messes dominicales à Saint-Léonard. Selon les témoignages qui ont été recueillis en 1692, les habitants se « contentent » d’assister à la messe dans la chapelle du château, voire sont privés de messe. Il n’y a pas d’école, ni même de catéchisme pour les enfants. Par temps de grande chaleur ou de grand froid, quelques nouveau-nés que l’on a porté vers l’église de Saint-Léonard sont morts en chemin. En 1684, le Grand Condé envisage la construction d’une chapelle, face à l’hôtel de Beauvais, dans ce qui est alors le hameau de Quinquempoix. Il veut proposer un lieu de culte aux habitants, et souligner le pouvoir des princes de Condé en se faisant lui-même le fondateur de la chapelle, au lieu d’attendre que l’évêque ne prenne lui-même l’initiative. Louis II de Bourbon-Condé meurt le 11 décembre 1686, mais par son testament, il confie à son fils la mission d’édifier une église et de faire ériger Chantilly en paroisse, et stipule que la somme nécessaire doit être prélevée sur sa fortune.

### La construction de l’église et la fondation de la paroisse

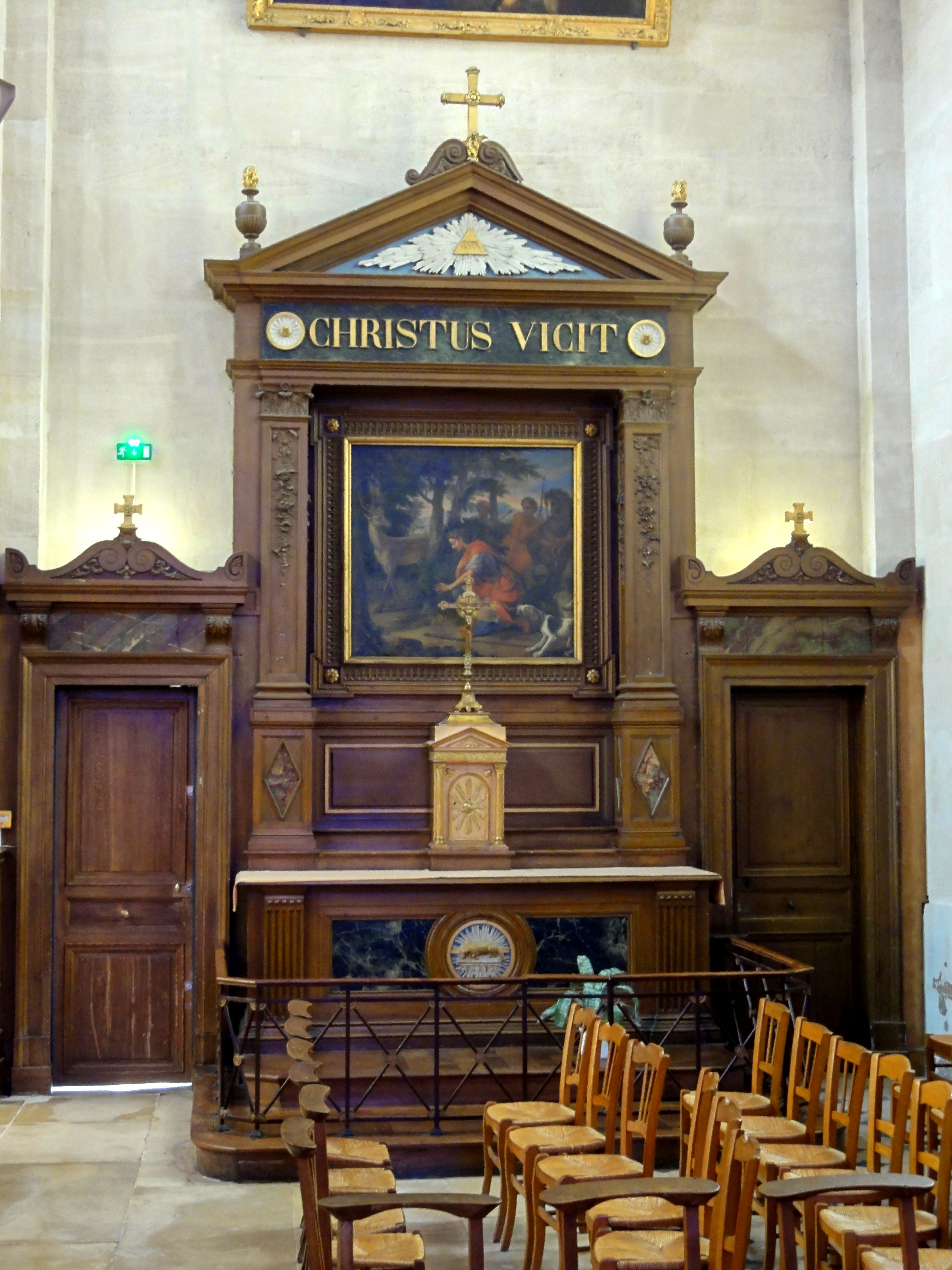
Autel de la chapelle St-Hubert, qui fait partie du mobilier d’origine.

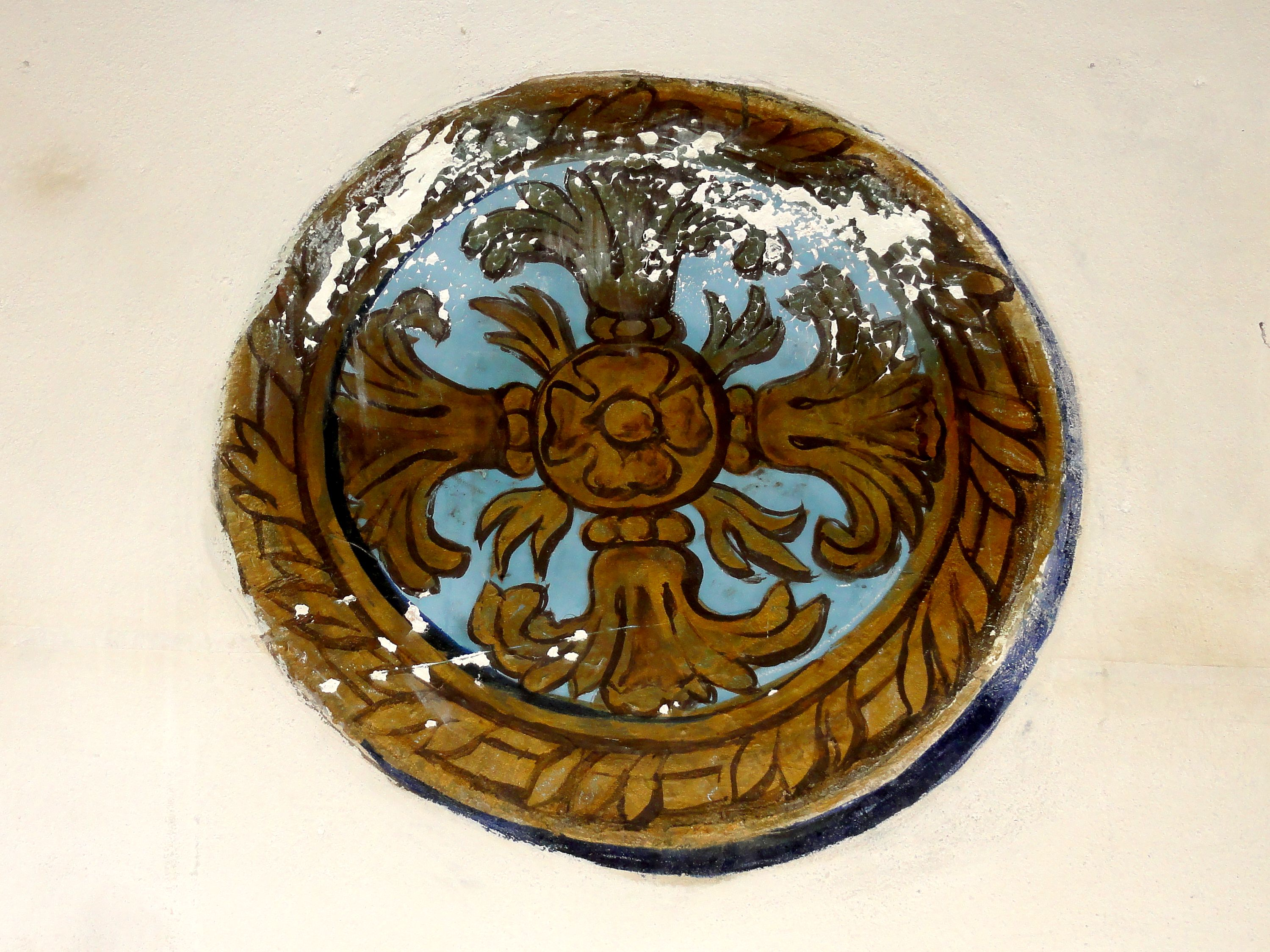
L’une des croix de consécration.

La mise en œuvre du projet revient donc au prince Henri-Jules de Bourbon-Condé, fils du Grand Condé. Il ne tarde pas à demander un plan et un devis à Jules Hardouin-Mansart, qu’il connaît déjà car il avait beaucoup travaillé pour son père, qui avait figuré parmi les principaux clients de l'architecte. Le plan est dressé au mois d’avril 1687 au plus tard. Le prince de Condé confie la direction du chantier à l’architecte et ingénieur Pierre Gitard. Le marché pour la construction de l’église est passé avec le maître-maçon et entrepreneur Jean Lemaire, en date du 28 avril 1687. Une somme totale de 27 500 livres lui est versée à ce titre, le dernier versement ayant lieu le 10 mars 1690. S’y ajoute un versement de 2 400 livres pour les travaux du clocher. En date du 11 mai 1690, un marché d’une valeur de 4 397 livres 10 sols est passé avec Antoine Rivet, qui se charge de l’ensemble de la menuiserie. Le 9 juin de la même année, les ouvrages de sculpture sont adjugés aux frères Jean et Louis François. Ces travaux prennent encore plus d’un an. Ce n’est qu’une fois l’église presque achevée, que le prince de Condé entame les démarches administratives pour l’établissement de la paroisse de Chantilly, qui doit être démembrée sur le territoire des paroisses de Saint-Léonard, du diocèse de Senlis, et Gouvieux, du diocèse de Beauvais. L’autorisation de l’évêque de Senlis, Mgr Nicolas Sanguin, doit être demandée en premier lieu, car la nouvelle église se situe sur la paroisse de Saint-Léonard. L’évêque n’a aucune objection, mais les enquêtes et informations habituelles doivent néanmoins suivre leur marche règlementaire.
Le 26 janvier 1692, l’archidiacre et vicaire général Nicolas de Saint-Leu et le greffier de l’officialité, Nicolas Langlois, en même temps curé de la cathédrale de Senlis, se transportent à Chantilly où ils arrivent avant 9 h du matin. Ils inspectent la nouvelle église, qui, selon les termes de leur rapport, trouve leur approbation. L’on apprend aussi que les cadres devant accueillir des tableaux sont encore vides, qu’il n’y a pas de fonts baptismaux ni de bénitier, et que les deux tribunes flanquant le chœur contiennent des autels et des retables. Selon l’estimation des délégués de l’évêque, l’église serait assez spacieuse pour contenir cinq ou six cents personnes : sa nef compte pourtant une travée en moins qu’actuellement, et les bas-côtés se réduisent à des chapelles d’une seule travée. Le cimetière n’existe pas encore, mais un terrain lui est réservé au sud-ouest du chevet. Ensuite, une enquête contradictoire est menée, qui consiste à recueillir les témoignages des habitants. L’on sollicite aussi l’avis du curé de Saint-Léonard, Gilles de La Rue : il fait part des difficultés qu’il rencontre dernièrement pour administrés les sacrements aux paroissiens qui habitent le domaine du château, car leurs maisons se trouvent souvent au sein du parc, qui est désormais fermé jour et nuit. Le curé n’a pas d’objection à l’érection d’une paroisse propre à Chantilly, mais insistant sur ses faibles revenus, il exclut l’éventualité d’engager un vicaire à ses frais pour desservir la nouvelle église. À ce titre, il est à rappeler que les paroisses de l’Ancien Régime doivent s’autofinancer par la dîme et d'éventuelles rentes foncières venant de donations de terres ou de maisons. Le curé n’est donc pas payé par l’évêque, et la diminution de sa paroisse entraîne une perte de revenus. Ainsi, l’abbé de La Rue demande un dédommagement, qui doit aussi valoir pour ses successeurs. Finalement, il recommande que le territoire de la nouvelle paroisse soit marqué par des bornes, afin d'exclure pour l'avenir tout différend avec les paroisses voisines. Le marguillier de la paroisse de Saint-Léonard et le clerc se rangent au même avis et demandent en outre que la fabrique soit également dédommagée. Le chapitre cathédral de Senlis doit également être consulté, dont il faut souligner qu’il est indépendant de l’évêque. Il nomme en effet à la cure de Saint-Léonard, et possède le patronage de la cure de Gouvieux.
Les lettres de fondation de la paroisse sont passées par devant notaire le 9 février 1692. Il y est stipulé que la nomination de la cure revient au prince de Condé, que le curé touche un revenu annuel de 300 livres à prendre sur les revenus du domaine, que la fabrique touche annuellement la même somme pour pourvoir à l’entretien de l’église, et qu’un logement du curé est mis à disposition par le prince de Condé. Le démembrement de la paroisse de Saint-Léonard est chose faite le 21 février, soit quatre semaines seulement après la première enquête. Le dédommagement annuel du curé de Saint-Léonard est fixé à 100 livres, et celui de la fabrique de Saint-Léonard à 30 livres. Cet arrangement a survécu à la Révolution française et à la mort du duc d’Aumale en 1897 : c’est son héritier, l’Institut de France, qui doit verser la rente à sa place. L’église est consacrée le 31 mars 1692 par François de Batailler, évêque de Bethléem : cette date est considérée par la ville de Chantilly comme date de sa fondation, car elle n’est jusque-là qu’une suite de hameaux. Le principal autel est dédié à Notre-Dame de l’Assomption : en 1601, ce vocable avait déjà été retenu par Henri Ier de Montmorency pour une fondation d’une église à Montmorency, projet resté sans suite. Des reliques des saints martyrs Hermès et Sigismond sont placées dans le maître-autel,.

### L’installation du clergé

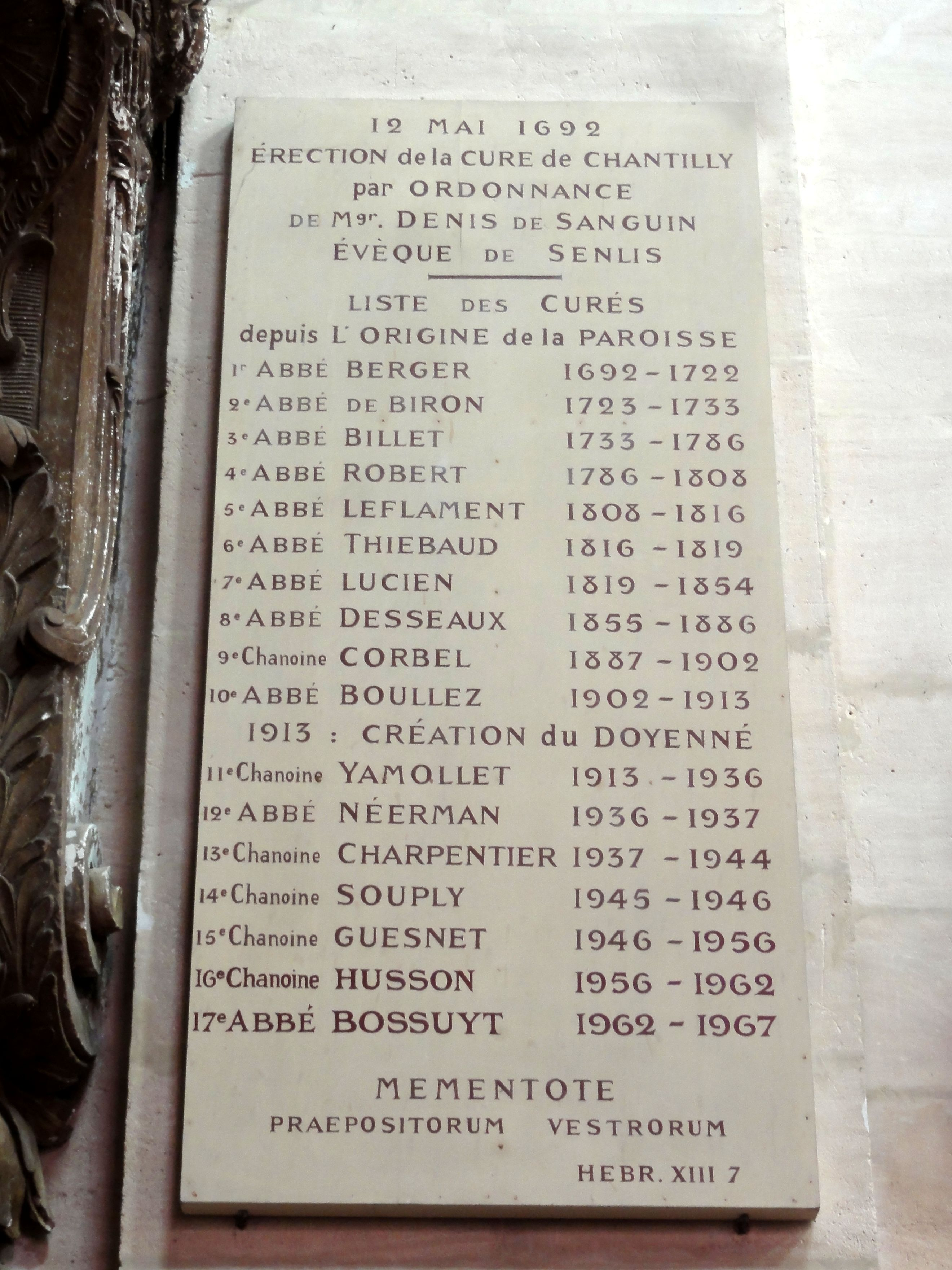
Plaque avec les noms des curés pendant les 300 premières années de la paroisse. Les vicaires y ont été oubliés.

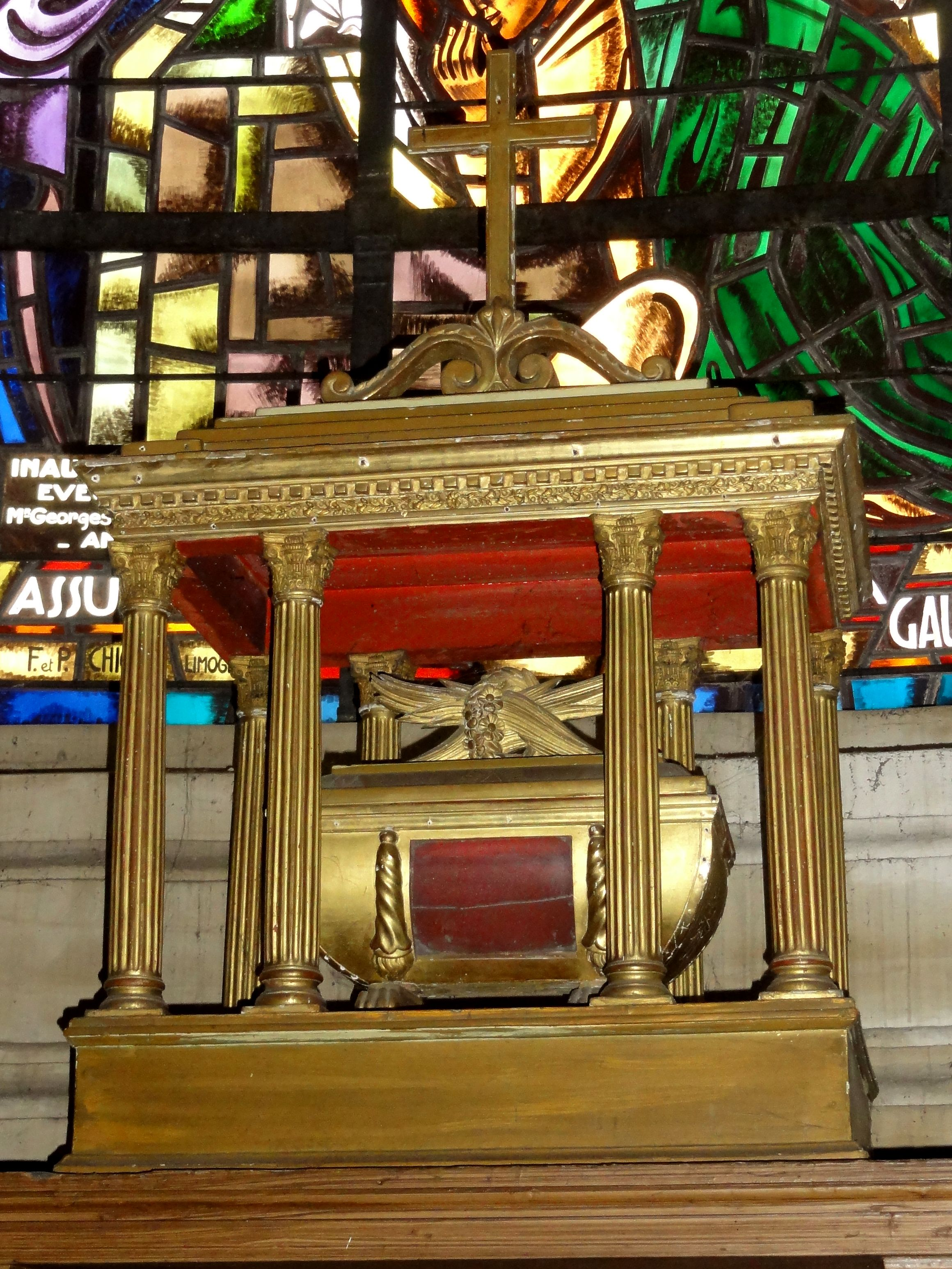
L’une des deux châsses.

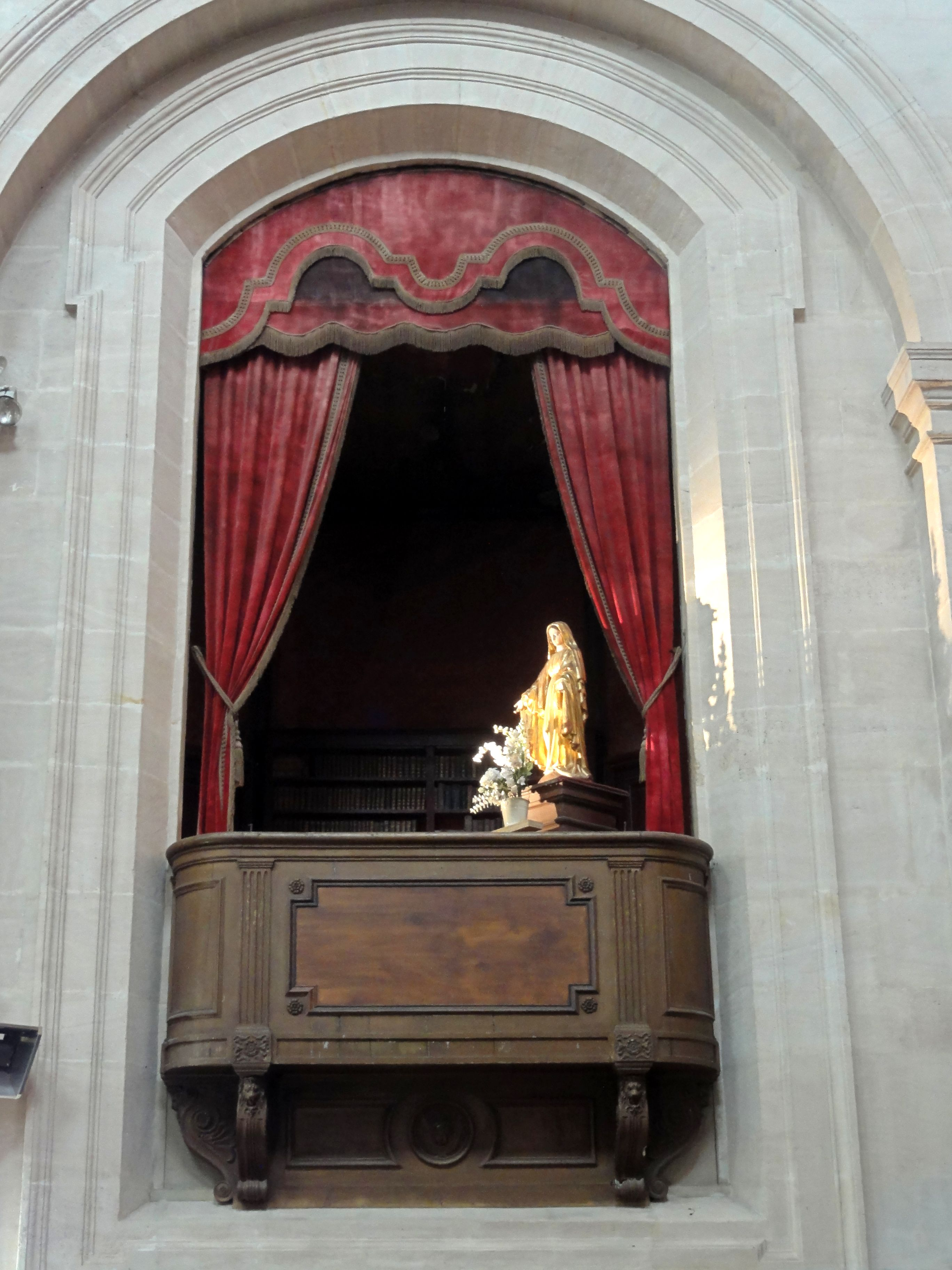
Tribune de la famille princière.

Pour trouver un curé, le prince de Condé s’était adressé à Mgr Jacques-Bénigne Bossuet, évêque de Meaux, qui recommande son propre neveu, alors en ministère dans le diocèse de Poitiers. C’est l’abbé Martin Berger, docteur de la Sorbonne. Il reçoit sa nomination le 10 mai, est institué canoniquement le 12 mai, et entre aussitôt en fonctions. Peut-être pour s’assurer que Berger reste fidèle au poste, le prince de Condé lui procure des revenus supplémentaires sous la forme de deux charges de prieur commanditaire, à Maison-Feyne et Sourches. Pour trouver un autre revenu supplémentaire au curé, le prince de Condé veut faire réunir les revenus du prieuré de Rocheservière à celles de la paroisse, ce qui implique la suppression du prieuré, et requiert une bulle pontificale d’Innocent XII. Les revenus de ce prieuré paraissent importants, car l’évêque de Luçon impose une condition au prince de Condé : qu’il engage un vicaire qui a comme fonctions l’instruction de la jeunesse, de faire le catéchisme le dimanche, et d’assister le curé le dimanche. L’évêque fixe le revenu annuel de ce vicaire à 400 livres, ce qui montre que les 300 livres fixés initialement comme traitement du curé ne devaient pas être très généreux. Également pour l’instruction des jeunes, le prince de Condé embauche un maître d’école, qui doit en même temps assurer la fonction de sacristain. Il nomme un clerc tonsuré du diocèse de Liège, et lui assure les revenus d’une chapellenie, d’un vicariat et d’une charge de prieur commendataire. Deux personnes assurent donc désormais l’enseignement, qui sous le Grand Condé avait été inexistant. L’essentiel de leurs revenus et une bonne partie de ceux du curé proviennent du sud-ouest de la France, où ces revenus sont prélevés sans qu’ils ne profitent à la population locale.

### La paroisse à l’aube duXVIIIesiècle
Le baptême des trois cloches a lieu au mois de juin. Manque encore l’assentiment du évêque de Beauvais, le cardinal Toussaint de Forbin-Janson, dont le séjour à Rome explique le retard. Les formalités sont accomplies le 10 juillet, et la paroisse de Chantilly s’étend désormais sur tout le territoire initialement prévu. Une chapelle Saint-Germain près du hameau de Quinquempoix reste du diocèse de Beauvais et en devient de ce fait une exclave. En guise de remerciement envers la paroisse de Gouvieux, qui a comme patronne sainte Geneviève, le curé de Chantilly promet d’organiser chaque année une procession vers Gouvieux le jour de la translation de ses reliques, à savoir le 28 octobre. Quatre bornes pour matérialiser la nouvelle limite entre les diocèses de Beauvais et Senlis sont plantées le 18 août 1693. Elles portent les armes des deux diocèses : quatre clés dans un écusson avec une mitre et une crosse au-dessus, pour le diocèse de Beauvais, et une image de la Sainte-Vierge portant son enfant, dans un écusson avec une mitre et une crosse au-dessus, pour le diocèse de Senlis. Cette limite devient la limite entre les communes de Chantilly et Gouvieux, et reste en vigueur jusqu’à la construction du chemin de fer en 1859. – En 1702, Chantilly compte environ 250 habitants. La princesse de Condé, Anne de Bavière, veut offrir des reliques à l’église comme signe de sa dévotion. Elle en demande à l’archevêque de Paris, le cardinal Louis Antoine de Noailles, qui lui en envoie avec un grand empressement. Deux châsses de bois d’ébène arrivent au château au début du mois d’avril. Elles contiennent des restes de saint Adrien, sainte Aurélie de Ratisbonne, saint Eusèbe, saint Faustin, saint Julien, sainte Valentine et sainte Victoire, accompagnés de leur certificats d’authenticité. Souvent il existe plusieurs saints du même nom, et il n’est pas précisé desquels il s’agit. Une cérémonie pompeuse est organisée pour la translation des reliques vers l’église, et de nombreuses personnalités y assistent (sauf Mgr Denis Sanguin, mort le 13 mars). Les châsses actuelles ont été offertes par Louis VI Henri de Bourbon-Condé.
Au début du XVIIIe siècle, la misère est grande dans le royaume, les prix augmentent, et le pouvoir d’achat des revenus ecclésiastiques baisse. Pour compenser ces pertes, le prince de Condé procure des revenus supplémentaires au curé et au vicaire : le premier reçoit trois autres charges de prieur commendataire, et le second reçoit une chapellenie. La fabrique ne touche toujours que les 300 livres annuels, qui sont tout à fait insuffisants pour faire face aux dépenses, car elle doit payer seule l’entretien courant de l’église, les réparations et les consommables. Il n’y a plus question du maître d’école-sacristain, qui est peut-être parti : la fabrique estime qu’elle a besoin de 1 200 livres pour couvrir toutes les dépenses et rémunérer un maître d’école, qui s’occupera également du service de la paroisse. L’argent doit venir de la suppression du prieuré de Saint-Paul-lès-Bourges. Aucune décision n’est encore prise à la mort de Henri-Jules de Bourbon-Condé, qui survient le 1er avril 1709, ni à la mort de son fils, Louis III de Bourbon-Condé, moins d’un an plus tard, le 4 mars 1710. C’est sa veuve Louise-Françoise de Bourbon qui mène les négociations à terme. Cependant, les revenus sont attribués au chapelain du château, qui doit verser 300 livres par an à la fabrique : elle double ainsi ses ressources. Un complément de revenus doit venir de la suppression du prieuré Saint-Sulpice de Pierrefonds, que Louis IV Henri de Bourbon-Condé peut facilement obtenir, car l’abbé commendataire de l’abbaye de Marmoutier qui détient le prieuré, n’est autre que son propre frère. Dans ce contexte, il est mentionné que les revenus actuel du curé, qui cumule pourtant six charges de prieur et touche un total de 3 819 livres net, ne lui fournissent qu’un entretien des plus médiocres. En effet, les prieurés qu’il contrôle ne sont pas tous que de simples bénéfices, et il y a des moulins et d’autres bâtiments à entretenir. À partir de 1725, les revenus du prieuré de Pierrefonds apportent donc un complément de revenu supplémentaire, dont une partie est répartie entre le curé, le vicaire, le chapelain du château et le maître d’école-organiste, et l’autre partie sert à entretenir deux prêtres supplémentaires, dont l’un est l’aumônier de l’hospice Condé nouvellement créé, et l’autre sous-vicaire de la paroisse. L’on estime que dans une ville du rang de Chantilly, il est convenable que les messes dominicales soient co-célébrées par plusieurs prêtres.

### L’agrandissement de l’église

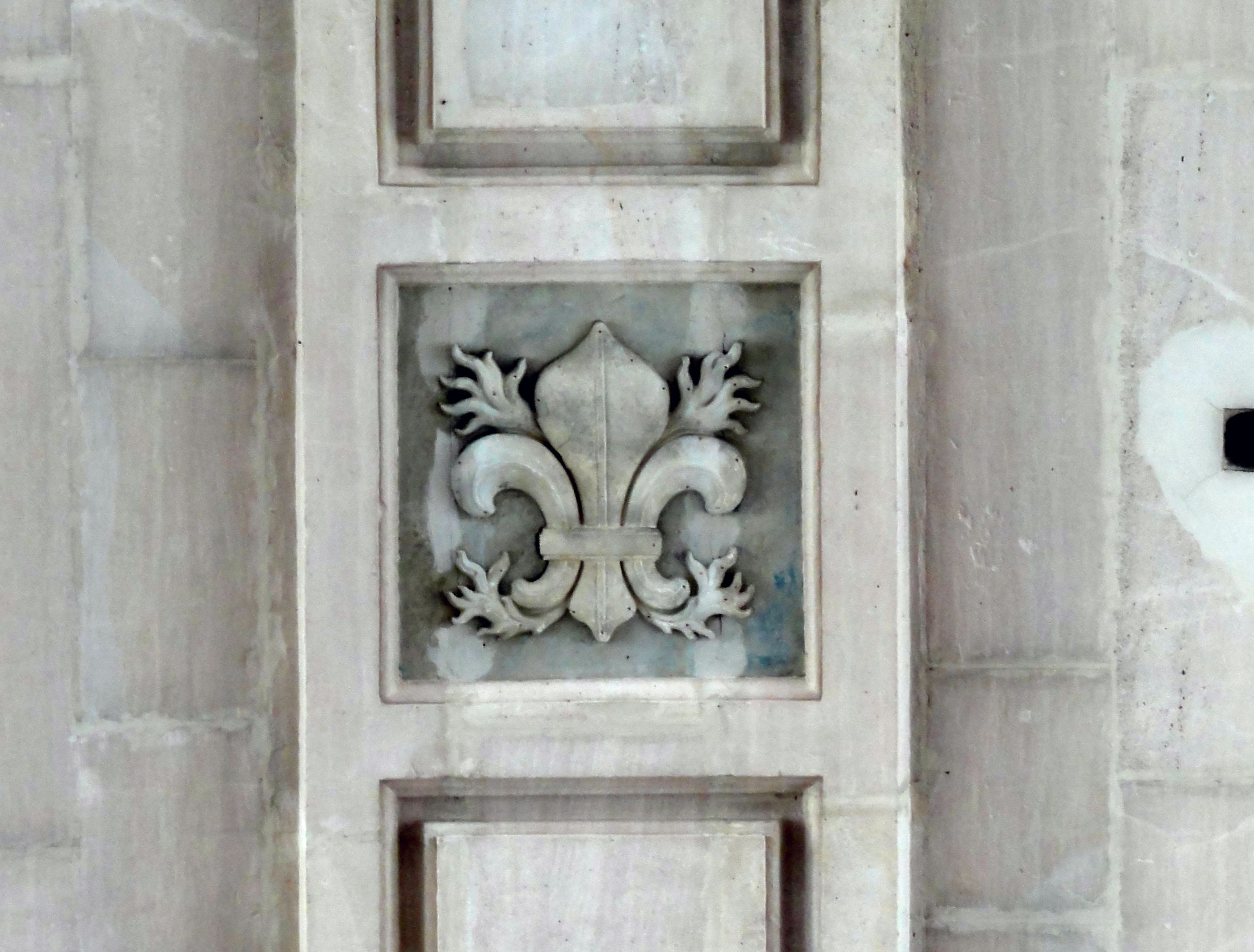
De nombreuses fleurs de lys sur les bandeaux de la voûte font référence au prince de Condé.

Pour répondre à l'augmentation de la population de la nouvelle ville, à la suite de la création de nouvelles maisons pour les officiers du prince et de l'inauguration de l’hospice, un agrandissement de l'église est ordonné en 1724 par Louis IV Henri de Bourbon-Condé. Le chœur initial étant maintenu, l’extension doit se faire du côté de la façade, et l’espace est gagné sur la rue du Connétable. Le vaisseau central passe de trois à quatre travées, qui sont précédées d’un narthex. Les deux chapelles latérales deviennent des bas-côtés de trois travées, et la superficie de l’église augmente donc de plus de 70 %. Le chantier ne s'achève qu'en 1734. Gustave Macon n’a pas tiré de renseignements plus précis des fonds d’archives qu’il a épluchés. Le bâtiment n'a pas été modifié depuis. Un nouveau cimetière est inauguré le 27 février 1736 et appelé cimetière Saint-Laurent, du titre de sa chapelle qu’elle avait héritée de l’une des chapelles du connétable Anne de Montmorency, démolie lors de la construction des Grandes écuries. Le cimetière près de l’église n’est toutefois par désaffecté, et continue de recevoir des enterrements en petit nombre jusqu’en 1793. – Lors des principales fêtes religieuses, le prince de Condé et sa famille assistent à la messe dans l’église paroissiale : Noël, Pâques, Pentecôte et l’Assomption, fête patronale de Chantilly. Ce jour-là, les seigneurs se mêlent aux réjouissances populaires, tirent le premier coup sur l’oiseau, ouvrent le bal champêtre et jettent des pains d’épices aux enfants. – Le 6 mai 1786, meurt le curé de la paroisse, Gérard Billet : il a passé toute sa vie sacerdotale à Chantilly, et est sans doute le prêtre qui a le plus longtemps officié à Chantilly. Né en décembre 1698, il a été installé comme vicaire en 1724, au moment de l’agrandissement de l’église, et promu curé en 1733. Il a été inhumé dans l’église.

### La période révolutionnaire
Dès le 17 juillet 1789, le prince de Condé prend le chemin de l’émigration. Depuis son exil de Turin, il apprend que les établissements religieux et leurs églises seront vendus comme bien national. Or, il se trouve que depuis le Grand Condé qui a fait revivre cette coutume médiévale, les cœurs de sa famille sont inhumés dans l’église Saint-Paul-Saint-Louis à Paris, qui appartient aux religieux Jésuites. Il donne l’ordre que l’on transfère les cœurs dans l’église Notre-Dame de Chantilly, et ce transfert a lieu le 4 février 1791 sous l’égide de Jean-Marie-Nicolas Parret de Moyron, aumônier, et Barthélémy de Chamborand, chevalier de Saint-Louis, premier écuyer de Saint-Louis. À Chantilly, le cortège est accueilli par le conseil municipal et la garde nationale. Après une messe solennelle, les cœurs sont déposés dans une armoire sécurisée spécialement conçue à cet effet, et dont l'emplacement est dans la tribune au-dessus de la sacristie, en même temps chapelle Sainte-Anne. - Le décret du 27 novembre 1790 relatif à la constitution civile du clergé est appliqué à Chantilly au début du mois d’avril 1791. Le curé Robert, ses deux vicaires et l’aumônier Beaudelot de l’hospice Condé refusent en bloc. Sauf l’aumônier qui n’est pas rémunéré par l’État et en théorie non concerné par le décret, ils sont aussitôt destitués. À la fin du mois de février 1792, l’aumônier Beaudelot, toujours réfractaire, doit lui aussi quitter ses fonctions, et il cède sa place au prêtre jureur François Joseph Henri Genty. Au mois de juillet 1792, le curé Robert, le vicaire Fion de Fresne et l’aumônier Beaudelot, âgé de soixante-dix-huit-ans, émigrent ensemble. La traversée de la frontière belge est périlleuse, mais leurs jours sont menacés en France, et ils parviennent à gagner Chimay au mois de septembre. Ils reprennent contact avec le prince de Condé, et celui-ci obtient qu’ils puissent se réfugier au couvent de femmes de Frauenalb, en Bade. Beaudelot meurt au plus tard en 1796. En été de cette année, l’approche des troupes républicaines oblige Robert et Fion de Fresne de se cacher ailleurs, et ensuite, l’abbesse ne veut plus les reprendre pour faire l’économie des frais que lui occasionne leur hébergement. Il faut une intercession du prince de Condé pour qu’elle leur accorde de nouveau son hospitalité.
Le curé Jean-Louis Robert est remplacé par l’ancien curé d’Aumont-en-Halatte, Rouard, et les deux vicaires jureurs se nomment Laurent et Berteau. Le 7 juin 1793, le curé Rouard fait l’objet d’une dénonciation auprès de Jean-Paul Marat, qui reste sans suites concrètes : un habitant lui reproche d’avoir organisé une procession vers l’église de Gouvieux pour implorer la pluie, au bout d’une longue période de sécheresse, alors que le baromètre avait déjà baissé. La pluie n’avait pas tardé à tomber, et le prêtre aurait utilisé cette circonstance pour « fanatiser » le peuple. Au mois de septembre 1793, le culte catholique est interdit à Chantilly, et l’église est immédiatement transformée en temple de la Raison. Une  fête républicaine est organisée le 15 octobre, avec une déesse Raison traversant Chantilly sur un char triomphal, et un grand banquet accompagné de danses et de chants. Cette fête sert de prétexte au vol des vases sacrés de l’église ; les objets de culte sont brûlés ; l’armoire des cœurs des princes de Condé est forcée ; les urnes sont volées ; les cœurs dans leurs réceptacles de plomb jetés dans une fosse du cimetière ; et le cimetière lui-même est profané. Un M. Petit est témoin de ces abominations, et lorsque le cimetière est vendu comme bien national, il s’en porte acquéreur afin de préserver la dignité des défunts. Il recueille les cœurs et les met à l’abri dans sa cave, où ils restent cachés jusqu’en 1814. Quand Jean-Marie Collot d'Herbois transforme le château de Chantilly en prison, la dénonciation qu’avait subie le curé lui devient fatale : il est l’un des premiers à être incarcérés.

### LeXIXesiècle

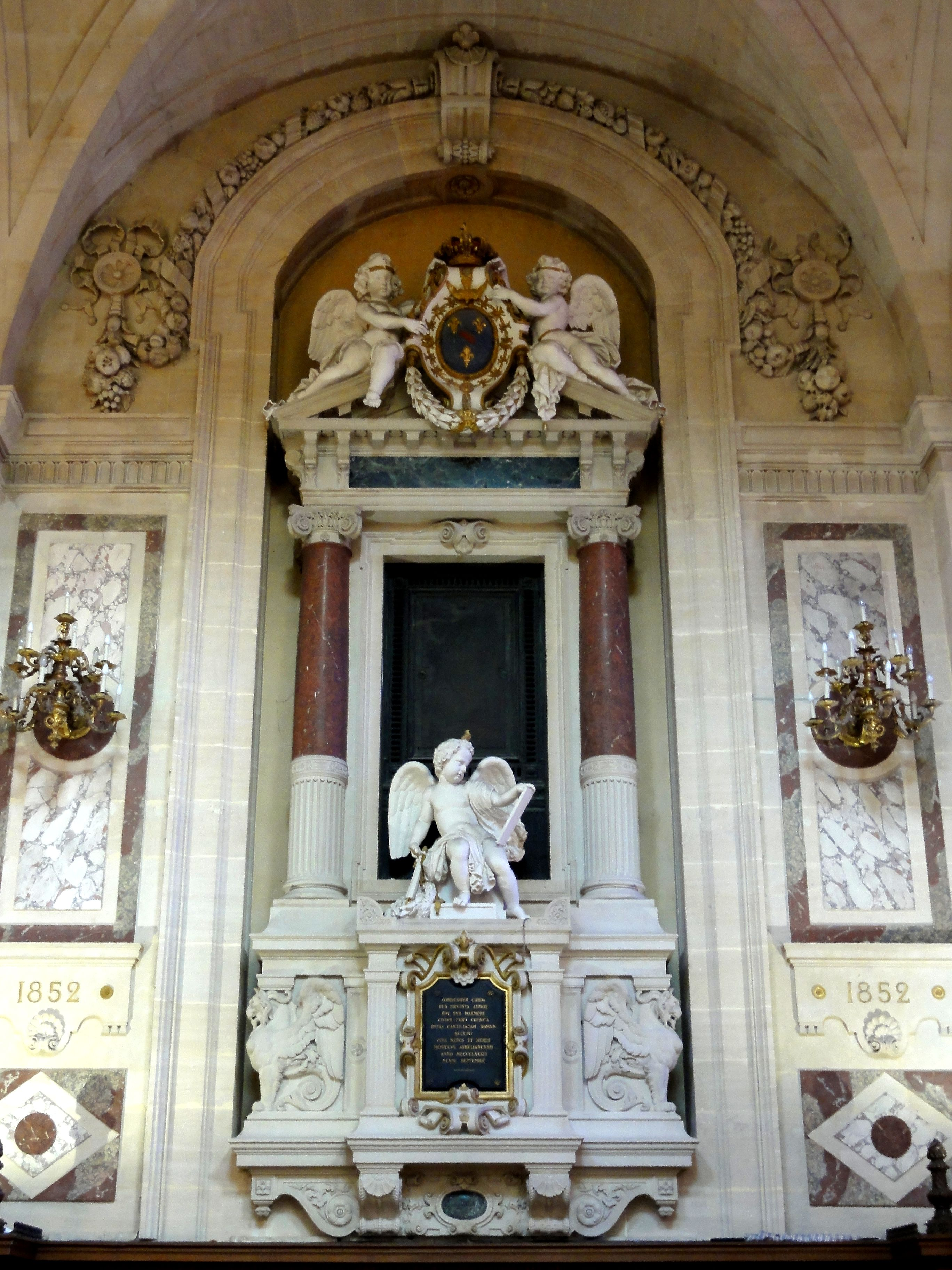
Monument des cœurs des princes de Condé.

Le diocèse de Senlis est définitivement supprimé ; intégré provisoirement dans le diocèse d’Amiens, le département de l’Oise est rattaché au diocèse de Beauvais lors du rétablissement de ce dernier en 1822. - L’abbé Robert regagne Chantilly avant la conclusion du concordat de 1801, et promet la fidélité de la constitution de l’an IX. Le ministère de la Police l’assigne toutefois à résidence surveillée à Chantilly. Le 16 mai 1802, la loi relative à l’organisation des cultes est promulguée à Chantilly dans le cadre d’une cérémonie solennelle. Ce n’est que maintenant que Robert peut exercer son ministère dans des conditions normales. Il meurt en 1809. Au moment de la Restauration, le prince de Condé et son fils rentrent à Chantilly, le duc d’Enghien ayant été assassiné en 1804 au château de Vincennes. On leur rend les cœurs de leurs ancêtres. Louis V Joseph de Bourbon-Condé meurt en 1818 et son fils Louis VI Henri de Bourbon-Condé en 1830. Une délégation d’habitants de Chantilly conduite par le maire Jacquin, demande au roi Louis-Philippe Ier que le cœur du dernier prince de Condé soit réuni aux autres : cette faveur leur est accordée, et le cœur arrive à Chantilly le 9 septembre 1830. Il est déposé provisoirement à la sacristie avec les autres. Le duc d’Aumale, Henri d'Orléans, veut créer une chapelle funéraire pour les cœurs et commander un nouveau monument, mais le décret du 22 janvier 1848 l’oblige à aliéner tous ses biens. En 1852, son fondé de pouvoir, Couturié, adresse une lettre au conseil de fabrique, afin de lui demander l’autorisation de faire ériger un monument dans l’église paroissiale, selon les plans de Jean-Louis Victor Grisart et au frais du duc d’Aumale. La fabrique et le curé, l’abbé Lucien, sont d’accord. Grisart exécute le monument, et les cœurs sont translatés le samedi 13 mai 1854, dans le cadre d’une cérémonie à laquelle assistent plusieurs proches du duc d’Aumale. Le cœur de son fils Louis d'Orléans, mort en 1866, rejoint le monument en date du 25 juin 1876. Après l’achèvement de la nouvelle chapelle du château, les cœurs sont translatés vers celle-ci le 18 septembre 1883 et déposés dans le monument ancien sculpté par Jacques Sarrazin et provenant de l’église Saint-Paul-Saint-Louis.

## Description

Plan de l'église.

### Aperçu général
L’église n’est pas liturgiquement orientée : son axe est dévié de 82° vers le nord par rapport à l’axe est-ouest, ce qui équivaut une orientation presque sud-nord. La façade est en effet alignée sur la rue du Connétable, bien que celle-ci ne soit pas rectiligne et semble contourner l’église. Cette dernière est enclavée dans le terrain des Grandes écuries et semble s’intégrer dans ce vaste complexe, mais réalisée antérieurement, elle en est en réalité indépendante sur le plan architectural. Les Grandes écuries, qui sont par ailleurs alignées sur un axe est-ouest comme l'aurait dû être l'église, ne sont ni parallèles, ni perpendiculaires à l’église. Elle répond à un plan assez simple sans transept, ni déambulatoire. Le vaisseau central est précédé par un narthex délimité par deux tourelles d’escalier, qui desservent notamment la tribune d’orgue qu’accueille cette partie de l’édifice. Sinon, le vaisseau central comporte quatre travées barlongues et se termine par une abside en hémicycle. Les trois premières travées sont assimilées à la nef, et la dernière travée et l’abside forment le chœur. La nef est accompagnée de deux bas-côtés, qui ont la moitié de la largeur de la nef. Celui de gauche se termine par la chapelle de la Vierge, et celui de droite par la chapelle Saint-Hubert. Des pavillons carrés occupent les angles entre les bas-côtés et le chœur. Celui de l’est est en même temps la base du clocher et a initialement servi de chapelle baptismale. Le rez-de-chaussée du pavillon de l’ouest sert de sacristie. L’étage des deux pavillons est ouvert sur le chœur, et forme des tribunes destinées à la famille princière. La tribune de gauche est dite tribune du duc d’Aumale, et celle de droite tribune des Condé. L’église mesure 42,0 m de long dans-œuvre, dont 18,0 m incombent au chœur liturgique. La nef atteint une largeur de 12,50 m, et les bas-côtés, y compris l’épaisseur des grandes arcades, ont une largeur de 6,30 m, soit une largeur dans-œuvre de 25,2 m. Ces dimensions illustrent qu’il s’agit d’une église de dimensions moyennes, bien plus grande que ne fait penser sa faible nombre de travées,,,.

### Intérieur

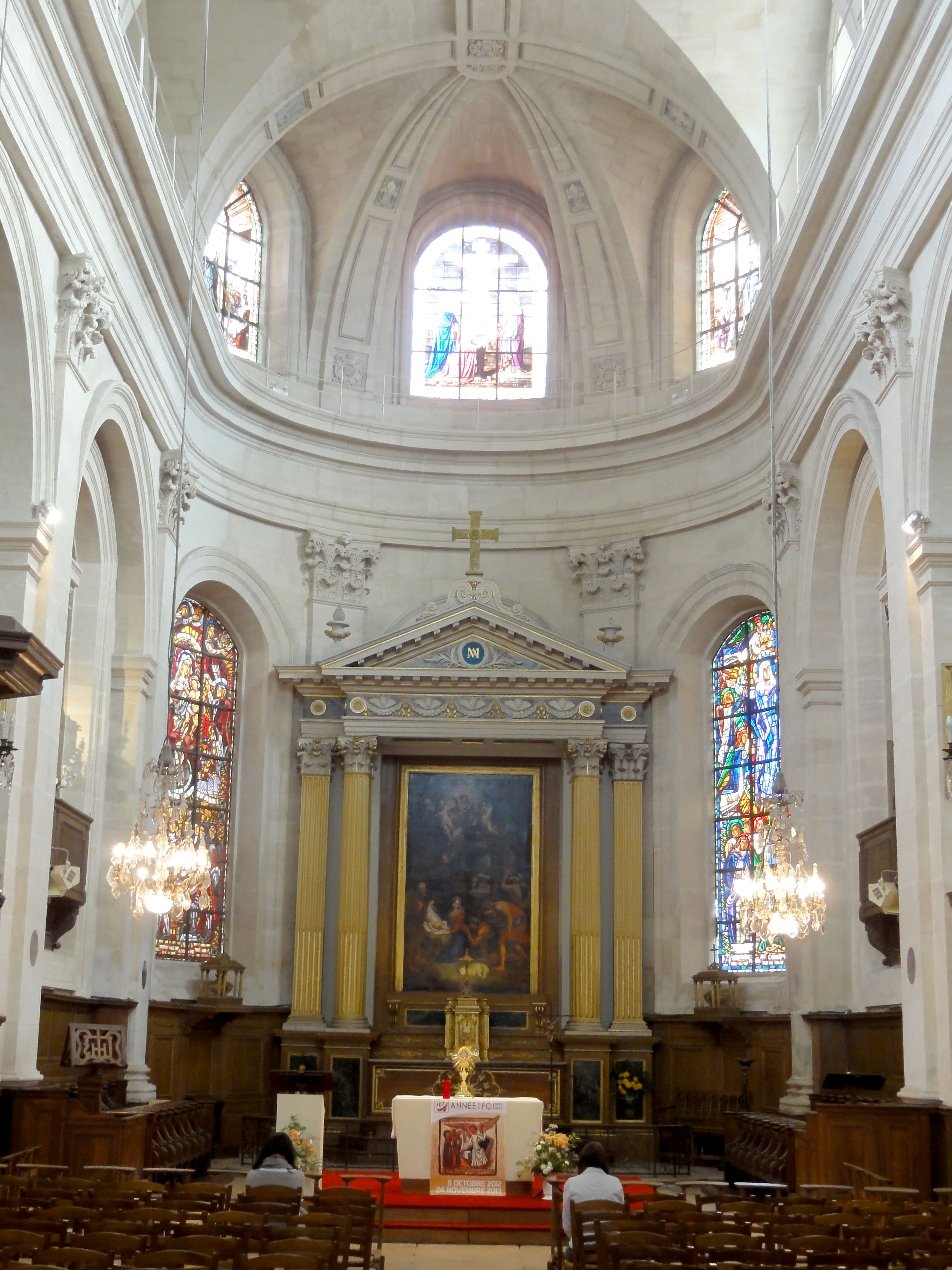
Vue dans le chœur.

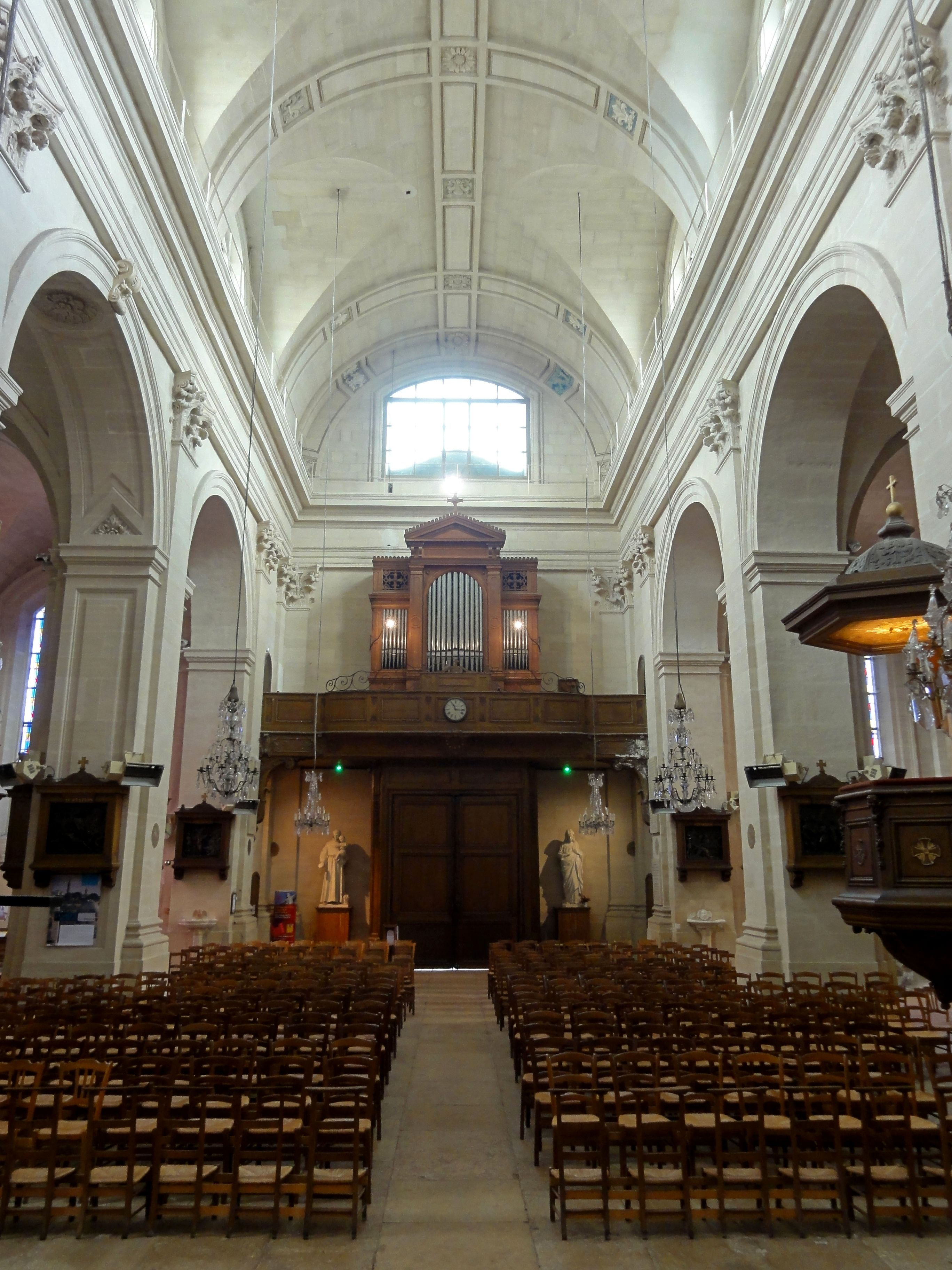
Nef, vue vers la façade.

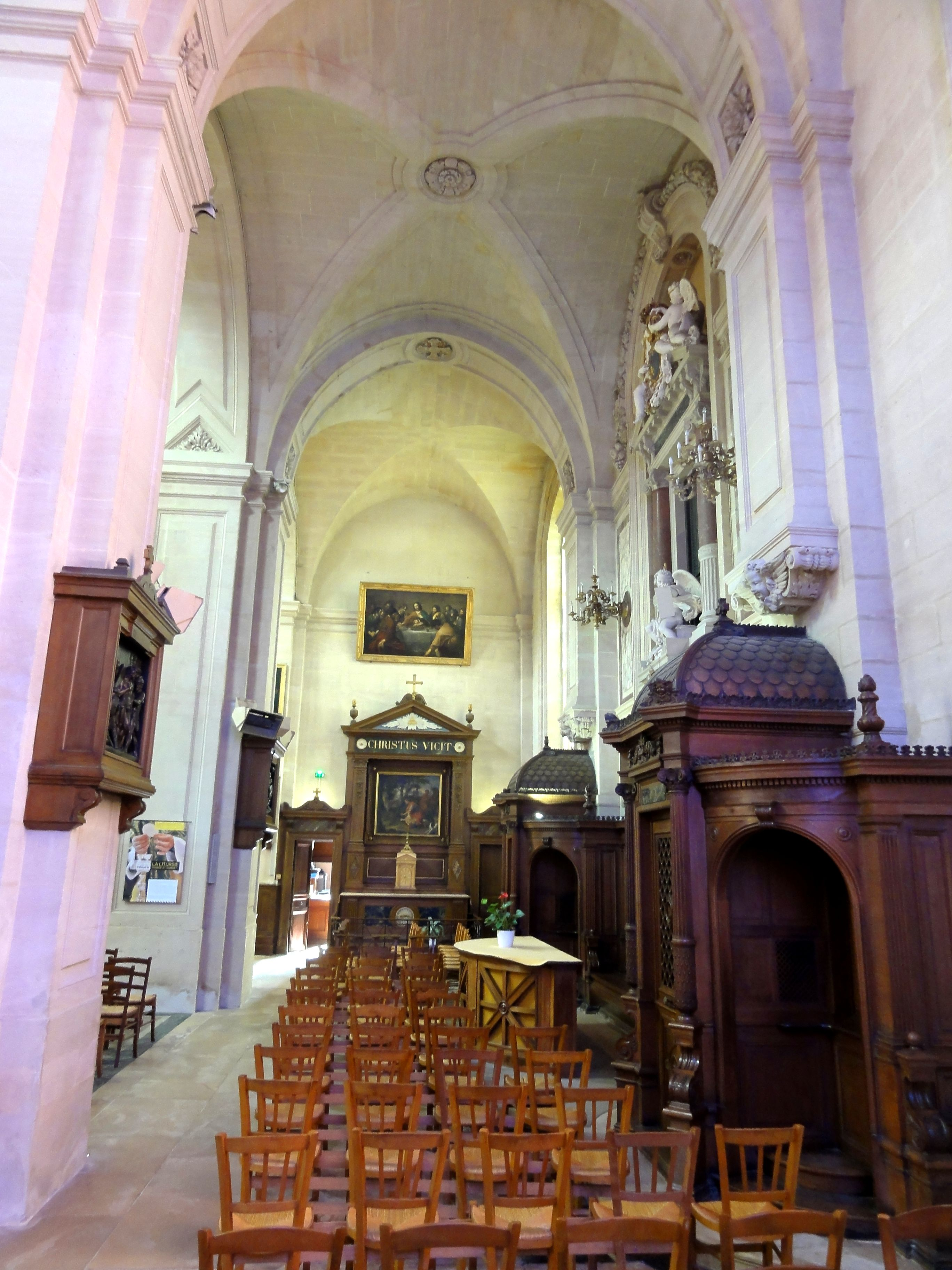
Bas-côté droit, vue vers le chevet.

Le vaisseau central et l’abside présentent une élévation sur deux niveaux, avec l’étage des grandes arcades et l’étage des fenêtres hautes. Seule la travée droite du chœur comporte une galerie, et possède donc une élévation sur trois niveaux. L’abside est seule à posséder deux niveaux de fenêtres. Selon les préceptes de l’architecture classique, les grandes arcades sont en plein cintre, et le vaisseau central est recouverte d'une voûte en berceau dont Dominique Vermand dit qu'elle est magnifiquement appareillée. Les fenêtres sont ou en plein cintre, ou en anse de panier. Pour l’abside, la logique veut une voûte en cul-de-four, mais celle-ci est seulement esquissée en raison de la présence des lunettes des trois fenêtres, qui ne laissent subsister que deux larges doubleaux de part et d'autre de la baie d’axe, se rajeunissant vers la clé de voûte,.
Dans la nef, les lunettes des fenêtres pénètrent également profondément la voûte centrale. Les clés d’arc des fenêtres hautes se situent presque à la même hauteur que la ligne de faîte de la voûte, et les lunettes des fenêtres forment ainsi trois voûtes en berceau perpendiculaires à la voûte centrale, ce qui donne un effet proche du voûtement d’arêtes. Pour des voûtes d’arêtes proprement dites, il faut deux voûtes en berceau perpendiculaires, dont les lignes de faîte sont situées exactement au même niveau, ce qui n'est pas le cas en l'occurrence. Des doubleaux délimitent les voûtes perpendiculaires et donc les travées ; analogues à ceux de l’abside, ils sont complétés par une lierne sous la ligne de faîte de la voûte en berceau centrale, qui forme un genre de bandeau d'axe. Aux points de croisement, ainsi qu’à mi-chemin entre deux points de croisement, et à mi-chemin entre les points de croisement et la retombée, ces bandeaux sont agrémentés de cartouches contenant des bas-reliefs. Ceux-ci font partie des rares éléments sculptés de l’église, et représentent des fleurs variées, une composition florale à base de feuilles d’acanthe, et le plus souvent des fleurs de lys, parfois sur un fond bleu. Entre deux cartouches, les doubleaux comportent des caissons. Les fenêtres sont entourées d’une mouluration simple et dépourvues de remplage. Les voûtes, et en même temps l’étage des fenêtres hautes, sont séparées de l’étage des grandes arcades par un entablement schématisé très saillant, qui est constitué de multiples bandeaux et baguettes, et sert d'assise à une coursière qui fait le tour de l’étage des fenêtres hautes. Elle est accessible grâce aux deux escaliers à vis de part et d'autre du narthex,.
Les arcs des grandes arcades sont garnis de discrètes moulurations qui évitent la lourdeur qu’aurait suscitée une ornementation plus abondante voisinant avec le grand entablement. Les piédroits sont par contre entièrement nus, à l’exception d’une tablette moulurée au niveau des impostes. Entre deux arcades, des pilastres sont adossés aux piliers carrées ; on en trouve également dans les angles, à l’entrée de l’abside et de part et d'autre du retable du maître-autel, qui se substitue à la fenêtre d’axe. La sculpture des chapiteaux corinthiens de ces pilastres, est, d’après Dominique Vermand, d’une qualité exceptionnelle. Ils constituent la composante principale du décor architectural de l’église. Tous les chapiteaux semblent identiques, mais de légères différences apparaissent néanmoins lors d’un examen attentif ; par exemple, les feuilles peuvent être striées ou pas, et être dressées plus ou moins droites, enroulées plus ou moins fortement. Les pilastres eux-mêmes sont parfaitement lisses, seules les bases ayant bénéficié d’une mouluration. Par ailleurs, les tribunes s’inscrivent dans de grandes arcades feintes ; elles sont en anse de panier et entourées de moulurations. Sur le plan de la décoration, une particularité est à signaler concernant la deuxième grande arcade à droite (à l’ouest) de la nef, qui fait face au monument des cœurs des princes de Condé qui date de 1853 : la clé d’arc est garnie d’une agrafe à ailerons, l’intrados est traité en caissons, et des cartouches triangulaires sont disposés au-dessus des impostes,.
Pour venir aux bas-côtés, leurs trois travées sont voûtées d’arêtes et séparées par de larges doubleaux, qui retombent sur de pilastres sans chapiteaux doublés par des dosserets. La tablette moulurée des grandes arcades est également présente sur les faces des piliers tournées vers les bas-côtés ; sur les pilastres et dosserets le long des murs extérieurs ; ainsi qu’au revers de la façade. Des fenêtres existent dans la première travée, au revers de la façade et dans les murs latéraux, ainsi que dans la troisième travée, dans les murs latéraux uniquement. Elles ne sont pas décorées. En effet, la décoration des bas-côtés repose presque uniquement sur le mobilier, qui dans chacun des bas-côtés comporte des ensembles sculptés qui s’intègrent complètement dans l’architecture de l’église, bien que représentant des ajouts du milieu du XIXe siècle : ce sont la chapelle des âmes du purgatoire de la confrérie Notre-Dame des Suffrages au milieu du bas-côté gauche, et le monument des cœurs, déjà mentionné, au milieu du bas-côté droit. Devant le retable Notre-Dame, la seconde travée du bas-côté gauche a reçu une clé de voûte ronde, et les deux doubleaux ont été traités à l’instar de ceux de la nef. Au droit du mur oriental, les pilastres retombent sur des consoles représentant des bustes de chérubins,.
Jusqu’à son agrandissement entrepris en 1724, le narthex et la première travée n’existaient pas, et ce qui fut alors la première travée de la nef, était dépourvue de bas-côtés. Deux petites cours fermées encadraient cette travée. Ainsi, se composant d’un vaisseau central de seulement trois travées, dont uniquement la seconde était accompagnée de bas-côtés qu’il convient d’appeler chapelles, l’église était en forme de croix. Le rapport d’inspection du 26 janvier 1692 fait donc référence à la seconde travée de la nef comme croisée du transept et mentionne les chapelles : Gustave Macon fait erreur en disant que les pavillons formaient les bras de la croix. L'agrandissement n'a laissé aucune trace visible, et l'église Notre-Dame-de-l'Assomption est un édifice harmonieux qui se remarque par ses proportions heureuses. Il s'inscrit dans la lignée des grandes créations parisiennes du XVIIe siècle, l'époque de la Contre-Réforme. Dans sa forme actuelle, la nef évoque celle du Dôme Saint-Louis des Invalides, dont les grandes arcades comportent toutefois deux étages, et dont l’entablement comporte une corniche, qui manque à Chantilly. Jules Hardouin-Mansart a fourni le plan des deux églises en 1687. Des affinités existent avec plusieurs églises classiques parisiennes : Saint-Roch, Saint-Nicolas-du-Chardonnet et Saint-Sulpice, qui présentent également un chevet en hémicycle avec trois fenêtres hautes. Par ses dimensions, l’Église Sainte-Élisabeth-de-Hongrie se rapproche davantage de l'église Notre-Dame-de-l'Assomption de Chantilly. Dans le département de l'Oise, l'église Notre-Dame-de-l'Assomption de Chantilly est l'unique église paroissiale d'un style classique clairement affirmé, tout à fait remarquable pour la qualité de son architecture,,.

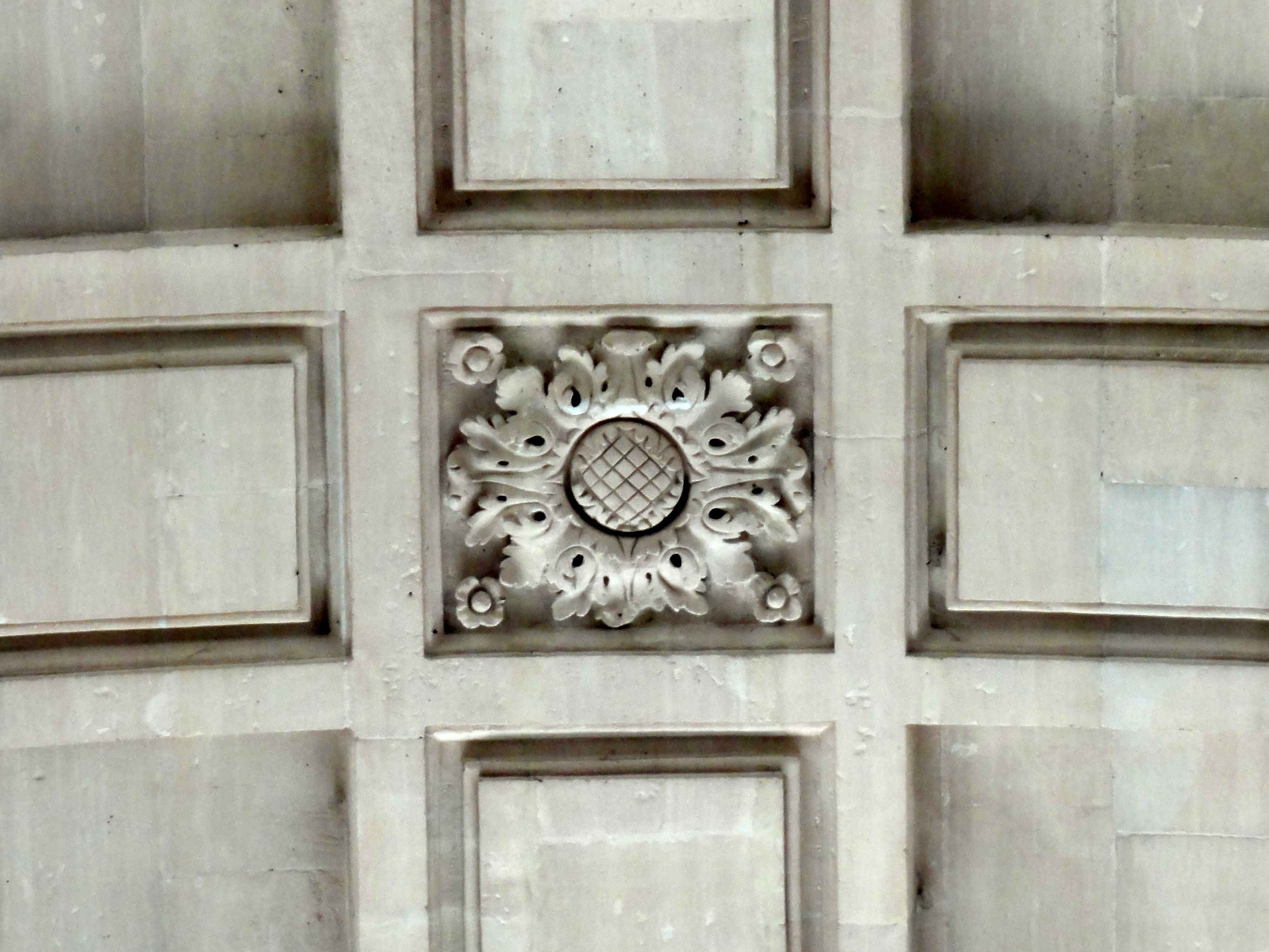
Ornement de la voûte.
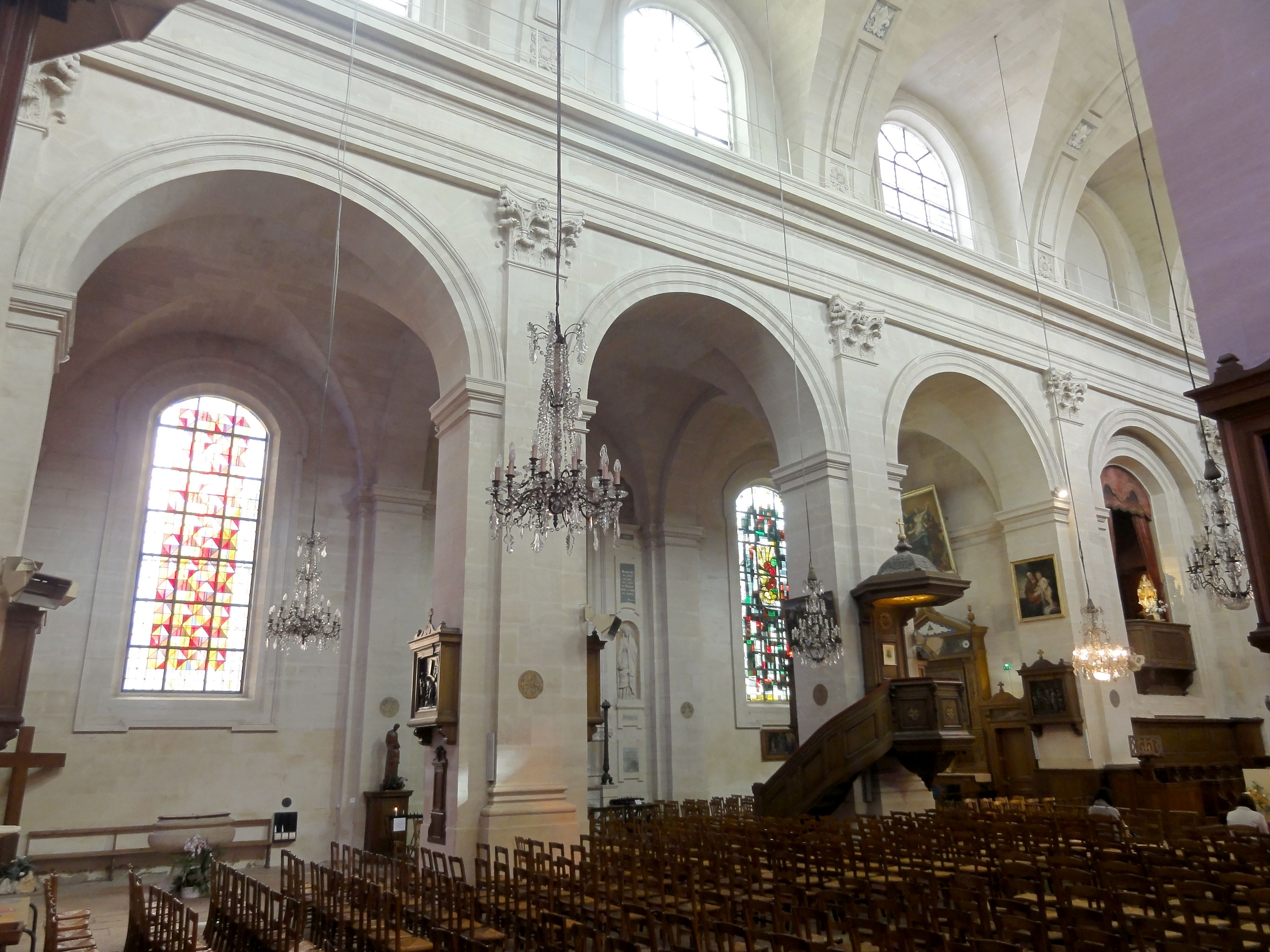
Grandes arcades de gauche.
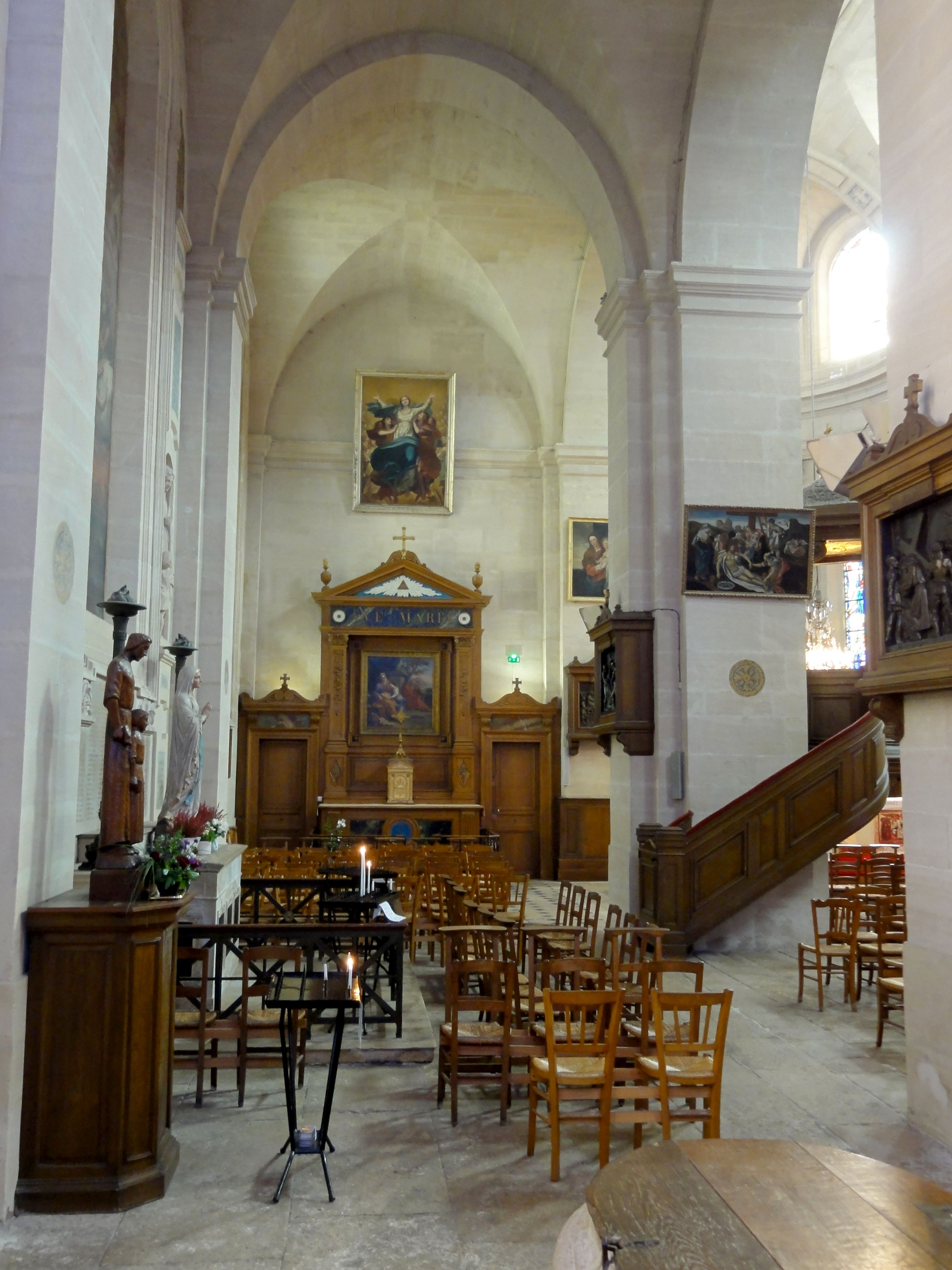
Bas-côté gauche, vue vers l'est.
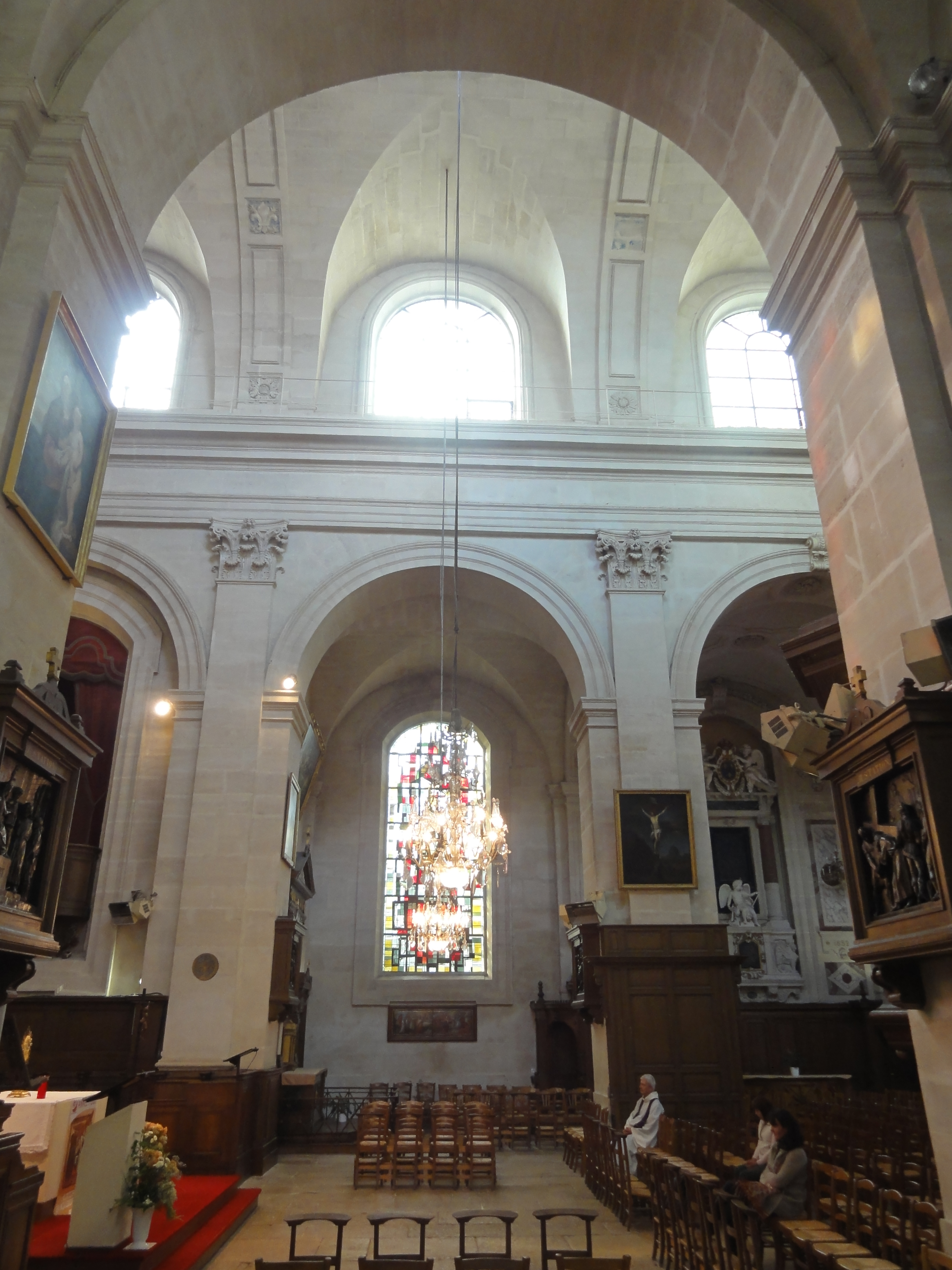
Vue par la dernière arcade de gauche.
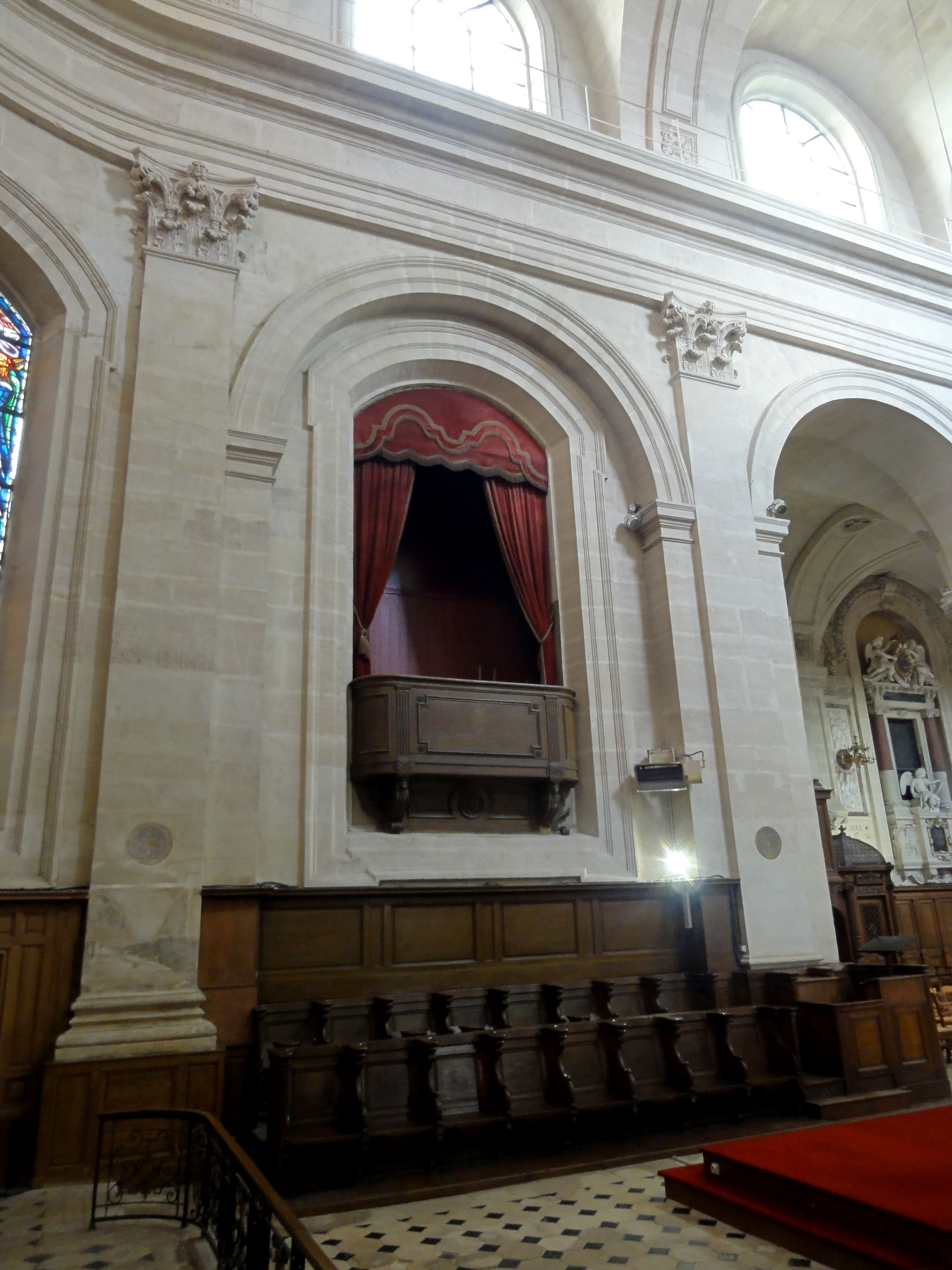
Tribune des Condé.
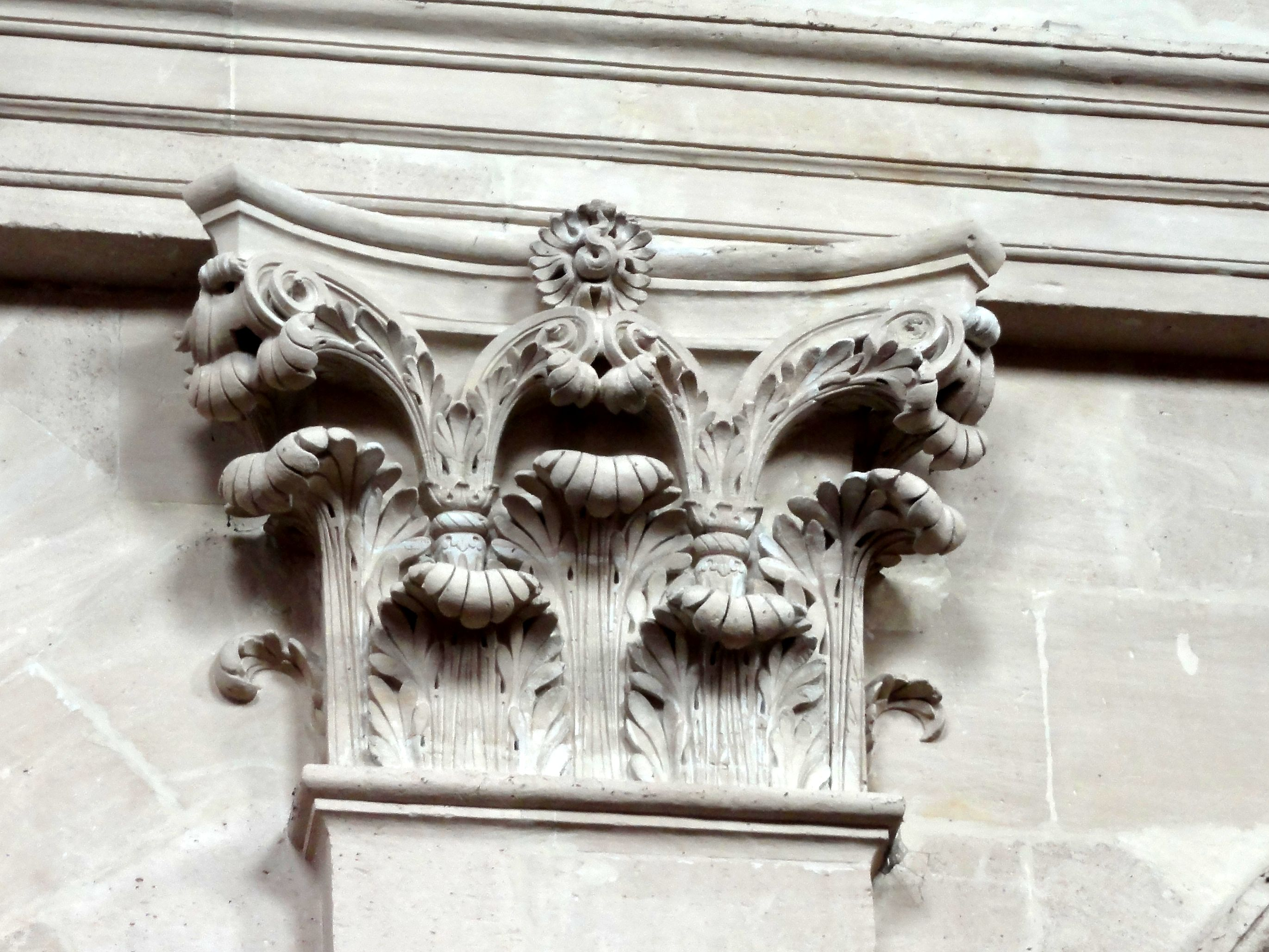
Chapiteau corinthien.

### Extérieur

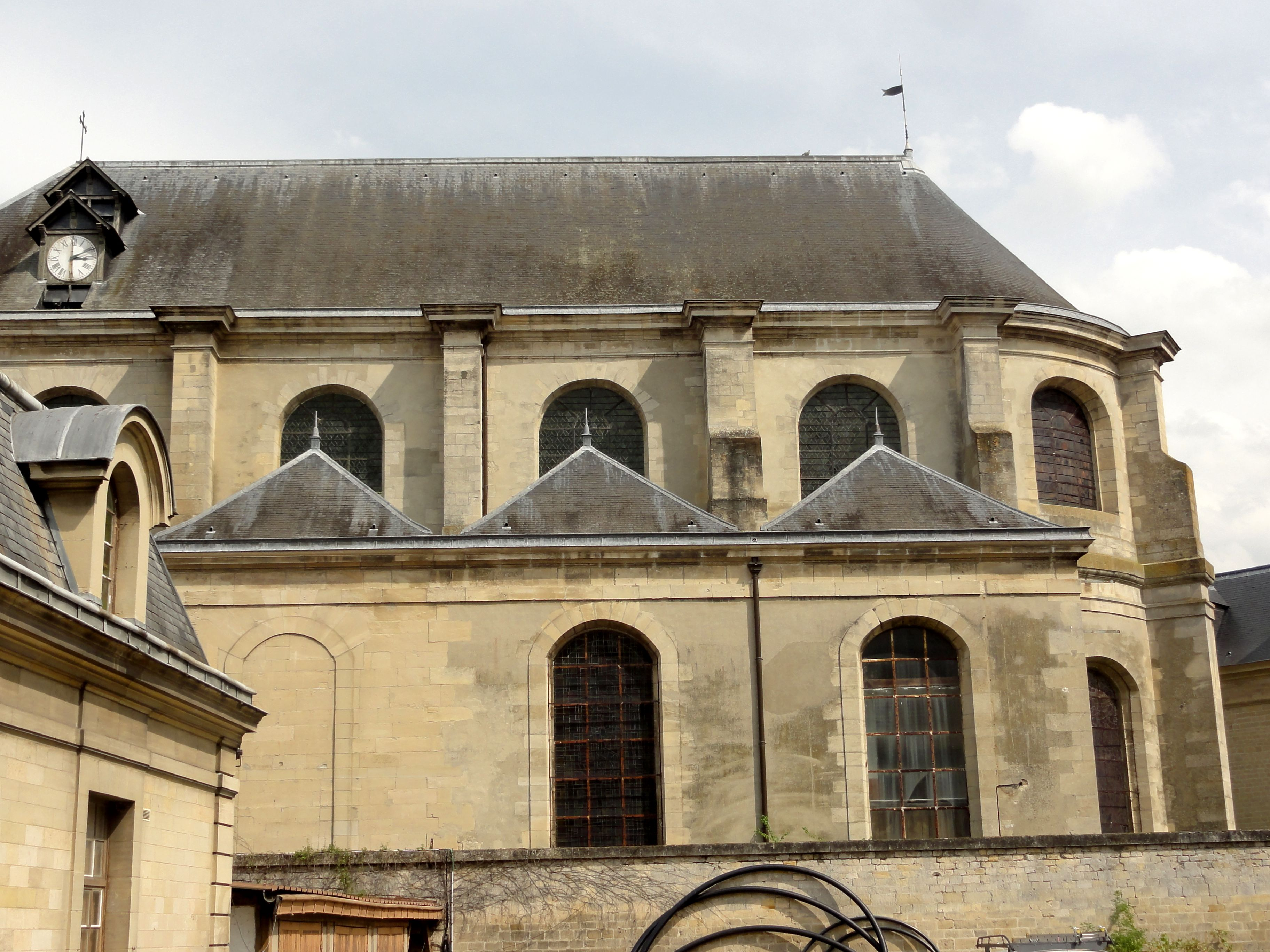
Vue depuis le sud ; à gauche, une maison de gardien limite la vue ; en bas, un mur empêche de voir les parties basses de l'église.

L’architecture extérieure est d’une grande sécheresse, et la décoration sculptée est presque absente. L’organisation des élévations sur deux niveaux est maintenue de tous les côtés. Du côté de la façade, sur les murs latéraux du narthex et sur le chevet en hémicycle, le rez-de-chaussée est séparé de l’étage par un entablement légèrement proéminent. En revanche, l’entablement qui termine l’étage comporte une corniche moulurée fortement saillante, et n’est pas sans évoquer l’entablement qui règne à l’intérieur. Les travées et les baies du chevet sont séparées par des contreforts, qui sont scandés par les entablements présents sur les murs, mais ne possèdent pas de décoration supplémentaire. Au début du premier étage, les contreforts présentent une retraite en quart-de-rond. Il est à noter que le narthex, et donc la façade sur la rue, sont dépourvus de contreforts. Le clocher n’est qu’un mognon, dont les murs atteignent la même hauteur que ceux du vaisseau central, de sorte que le sommet de son toit n’arrive même pas à la hauteur du toit du vaisseau central. Ce clocher purement fonctionnel n’est quasiment pas visible depuis le domaine public. Le vaisseau central est recouvert par un toit à croupe, qui est en hémicycle au-dessus du chevet. Les travées des bas-côtés et la sacristie ne se distinguent pas ; leur entablement est seulement esquissé, ils sont dépourvus de contreforts, et recouverts individuellement par des toits en pavillon.
Tout l’effort d’ornementation est concentré sur le narthex et la façade. Sur les murs latéraux, les tourelles d’escalier forment des renflements en hémicycle. Elles se terminent à deux tiers de la hauteur des bas-côtés, et sont amorties par de petits dômes à gradins, sommés d’une décoration sculptée. Des bandeaux suggèrent une subdivision en deux étages, dont chacun est éclairé par un oculus. La façade elle-même est dominée par un petit fronton en arc-de-cercle, qui est cantonné de deux ailerons simplifiés et sert de cadre à une horloge. L’étage est occupé par une large baie en anse de panier ; il comporte un avant-corps très légèrement saillant, qui au niveau du rez-de-chaussée cède la place à deux larges pilastres. Ceux-ci ont comme unique décor le même entablement qui court sur les élévations latérales et le chevet. Ils supportent un fronton triangulaire, où sont sculptés les armes des Condé. Le portail en anse de panier s’insère entre les deux pilastres. Son tympan arbore un caisson et une agrafe sculptée. Ce tympan est délimité supérieurement par un larmier, et l’espace entre celui-ci et le fronton est occupé par une plaque de marbre noir, dont l’inscription en latin rappelle la dédicace de l’église : DOM Sub Invocatione B.V. Mariae In Coelum Assumptae (À Dieu Très Bon, Très Grand, Sous le Patronage de la Bienheureuse Vierge Marie enlevée au Ciel),.

## Mobilier

### Orgue de tribune

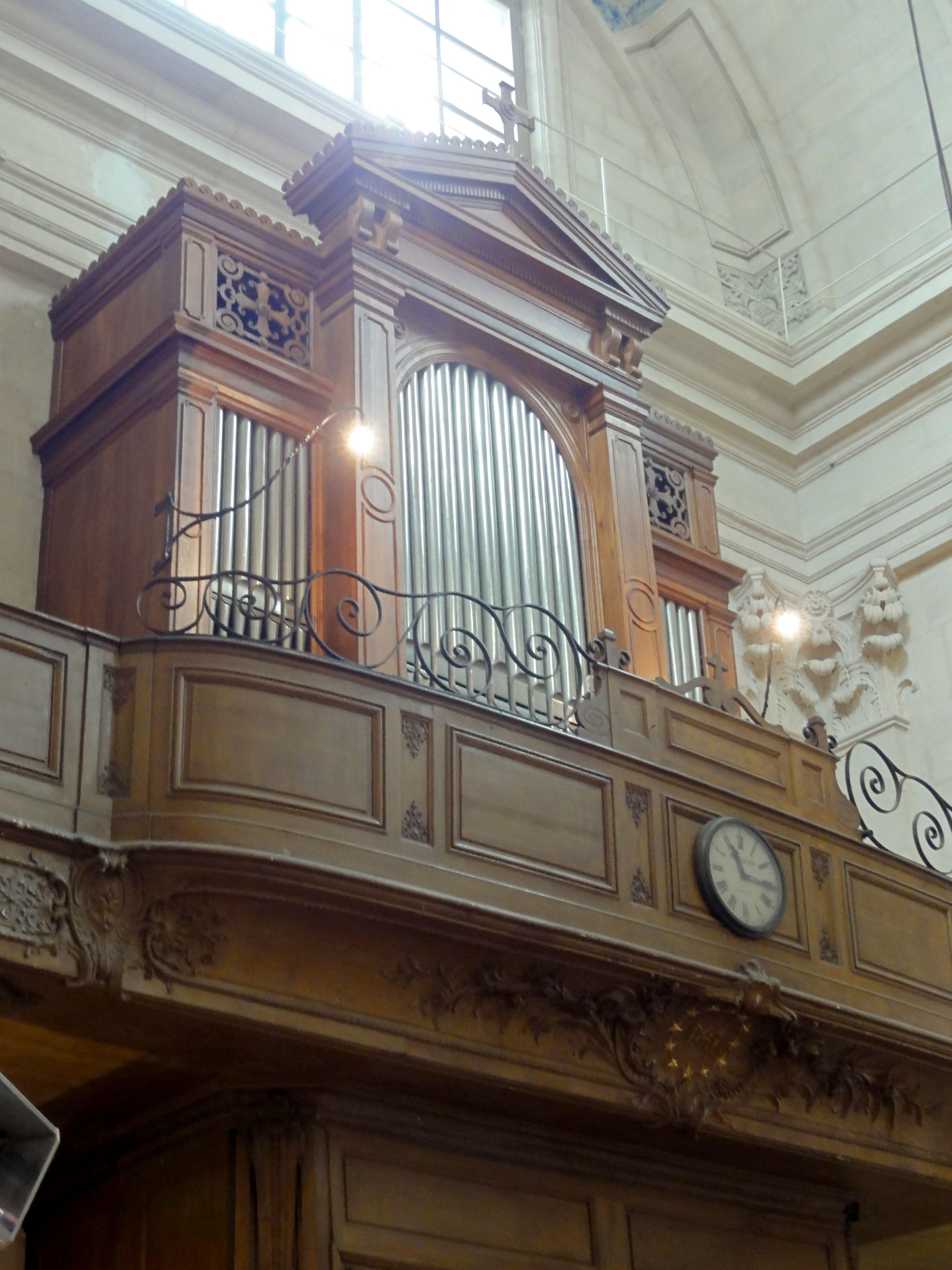
Orgue de tribune.

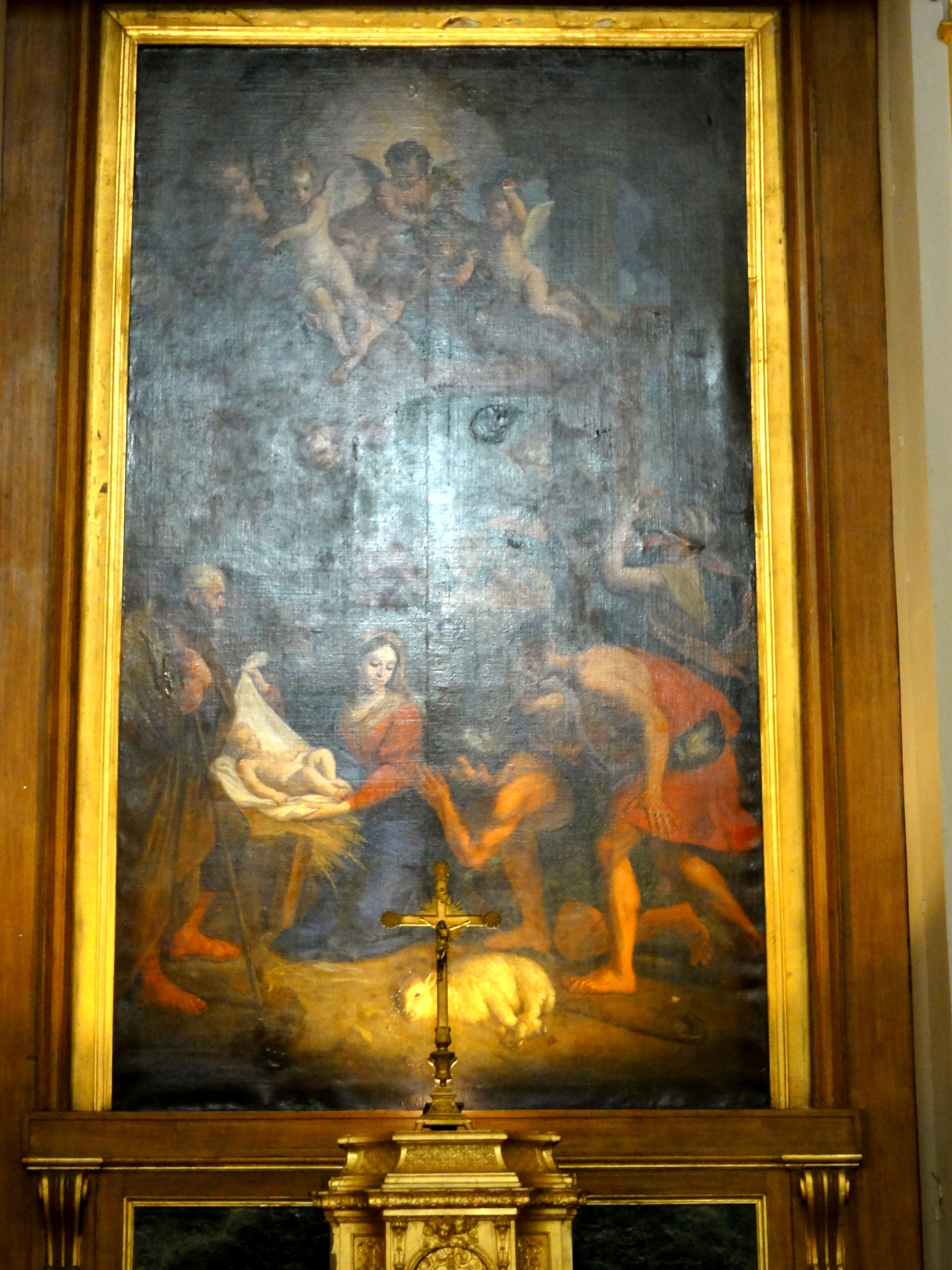
Adoration des Bergers.

Après son agrandissement, l’église Notre-Dame-de-l'Assomption de Chantilly reçoit un orgue de l’atelier Cliquot, Paris. Cet instrument est dégradé pendant la Révolution, sans pour autant être remplacé dans un premier temps. Quand la paroisse cherche un nouvel orgue pendant les années 1850, la cantatrice Laure Cinti-Damoreau retirée à Chantilly demande du conseil à Camille Saint-Saëns. Il repère un orgue d’occasion, construit par John Abbey pour l'église Saint-Louis d'Antin, à Paris. Il est transféré à Chantilly en 1858, et installé par Aristide Cavaillé-Coll, qui le répare une nouvelle fois en 1879. L’instrument reçoit plusieurs perfectionnements et est entièrement révisé avant son classement au monuments historiques par arrêté du 15 février 1980,,.

### Peinture
Alors que l’église est encore en construction, Henri-Jules de Bourbon-Condé commande cinq tableaux au peintre Louis de Boullogne : trois servent de retables, et deux sont initialement prévus comme prédelles pour les autels primitifs des chapelles de la Vierge (bas-côté gauche) et Saint-Hubert (bas-côté droit). Les tableaux sont apparemment livrés au dernier moment, car lors de l’inspection de l’église fin janvier 1692, les cadres sont encore vides. Le tableau destiné au retable du maître-autel représente l’Adoration des bergers et mesure unité 390 cm de haut pour 230 cm de large. Jusqu’en 1976, il a été généralement attribué à René-Antoine Houasse, jusqu’à ce que Antoine Schnapper le soumette à un examen attentif et identifie son véritable auteur. Hormis la Sainte Famille, la partie centrale de la composition est directement inspirée d’une œuvre du même sujet de Nicolas Poussin, réalisée en 1633 et conservée à la National Gallery de Londres, ou d’une gravure analogue d’Étienne Picard : Ceci vaut pour le bœuf et l’âne, les bergers et leurs offrandes, et même la nuée d’anges et le décor architecturé en arrière-plan. Poussin a ajouté à la composition un agneau couché au premier plan, faisant référence à l’Agnus Dei, et en arrière-plan, la scène d’Adam et Ève chassés du Paradis,,.
Le retable de la chapelle de la Vierge à comme sujet l’Éducation de la Vierge par sainte Anne. Le tableau ayant servi de prédelle est aujourd’hui accroché au mur. Il représente la Présentation de Marie au Temple, d’après le protévangile de Jacques (6-10). Ces deux tableaux ont été restaurés en 1989. Le retable de la chapelle Saint-Hubert est dédié à l’épisode le plus connu de sa vie, qui motive sa conversion vers une vie chrétienne : c’est la vision qu’il a d’un cerf portant une croix lumineuse entre ses bois. Sur le mur à droite de l’autel, l’ancien tableau de devant-d’autel a été accroché. Ce sont en fait deux tableaux réunis dans un même cadre : La charité de saint Hubert, et le baptême de saint Hubert. Ils ont également été restaurés en 1989. Les cinq tableaux peints par Louis de Boullogne ont été classés monument historique au titre objet par arrêté du 12 mai 1912.
Six autres tableaux peuvent être admirés dans l’église. Un tableau directement lié à la dédicace de l’église par son sujet est L’Assomption, copie par Alexandre Vion d’une œuvre de Pierre-Paul Prud'hon. On le trouve tout en haut au-dessus du retable de la Vierge. À droite de l’autel sur le pilier, l’on trouve une Vierge à l’Enfant d’après Pierre Paul Rubens. Sur le pilier auquel est adossé la chaire, on trouve la Descente de croix. Un Christ en croix se trouve en face à droite de la nef ; c’est une œuvre anonyme du XIXe siècle. Un tableau représentant la Cène, sujet habituellement réservé au chœur liturgique, est accroché au-dessus du retable Saint-Hubert. C'est une copie de La Cène de Valentin de Boulogne aujourd'hui conservée au Palais Barberini à Rome. À gauche de l’autel sur le pilier, une copie du XVIIIe siècle d’une œuvre de la Renaissance italienne représente le Mariage mystique de sainte Catherine.

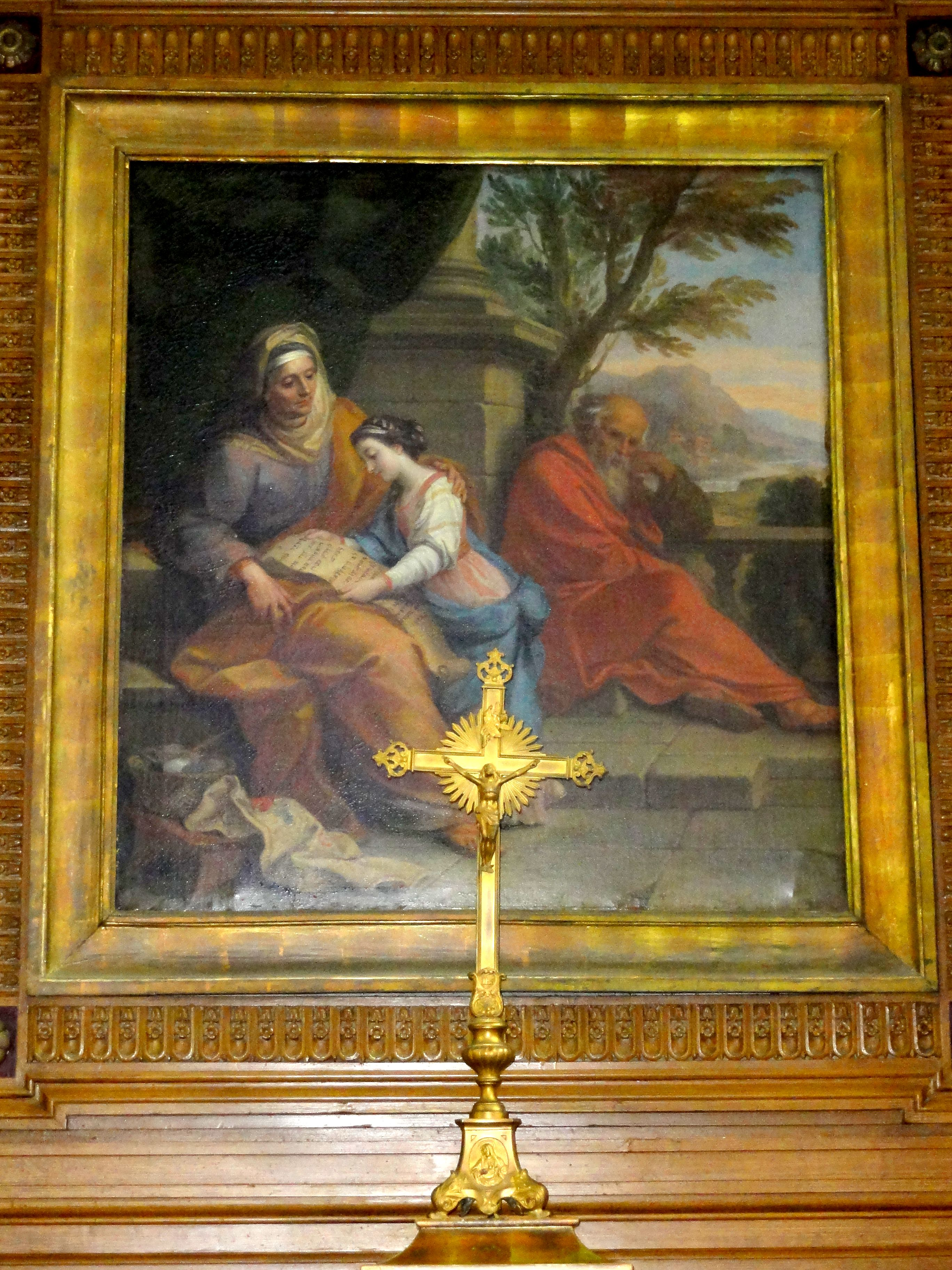
Éducation de la Vierge.
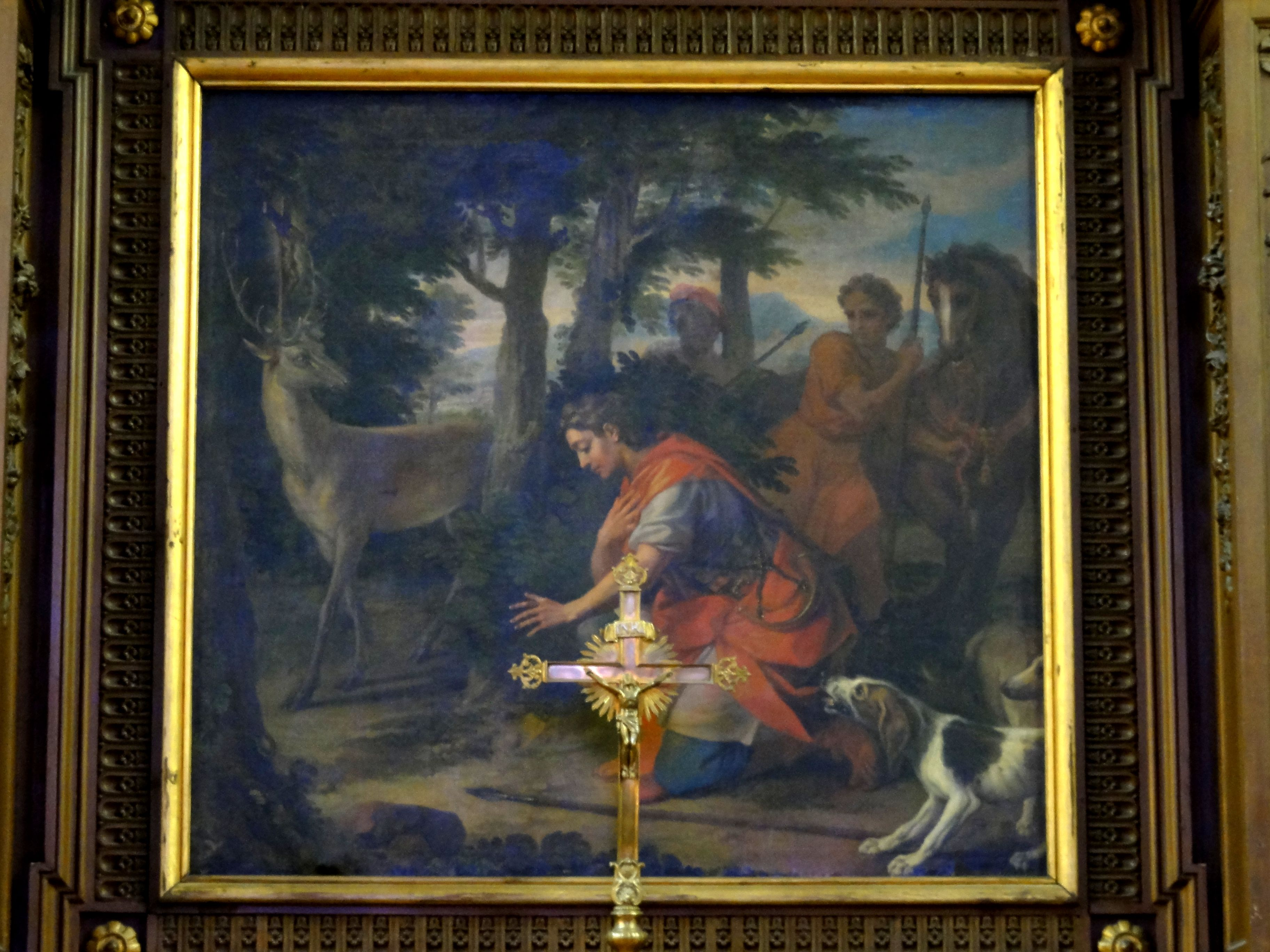
La vision de saint Hubert.
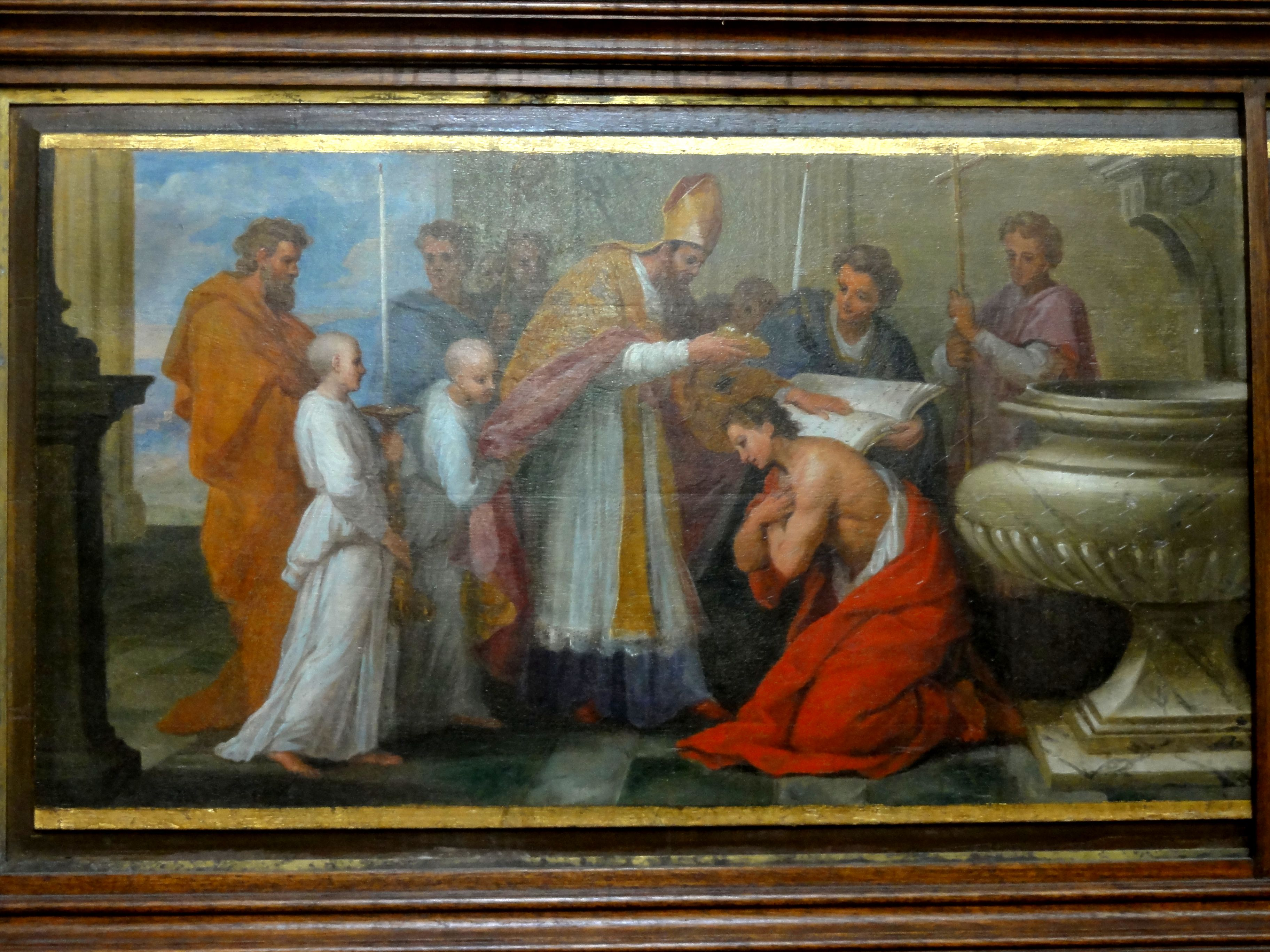
Baptême de saint Hubert.
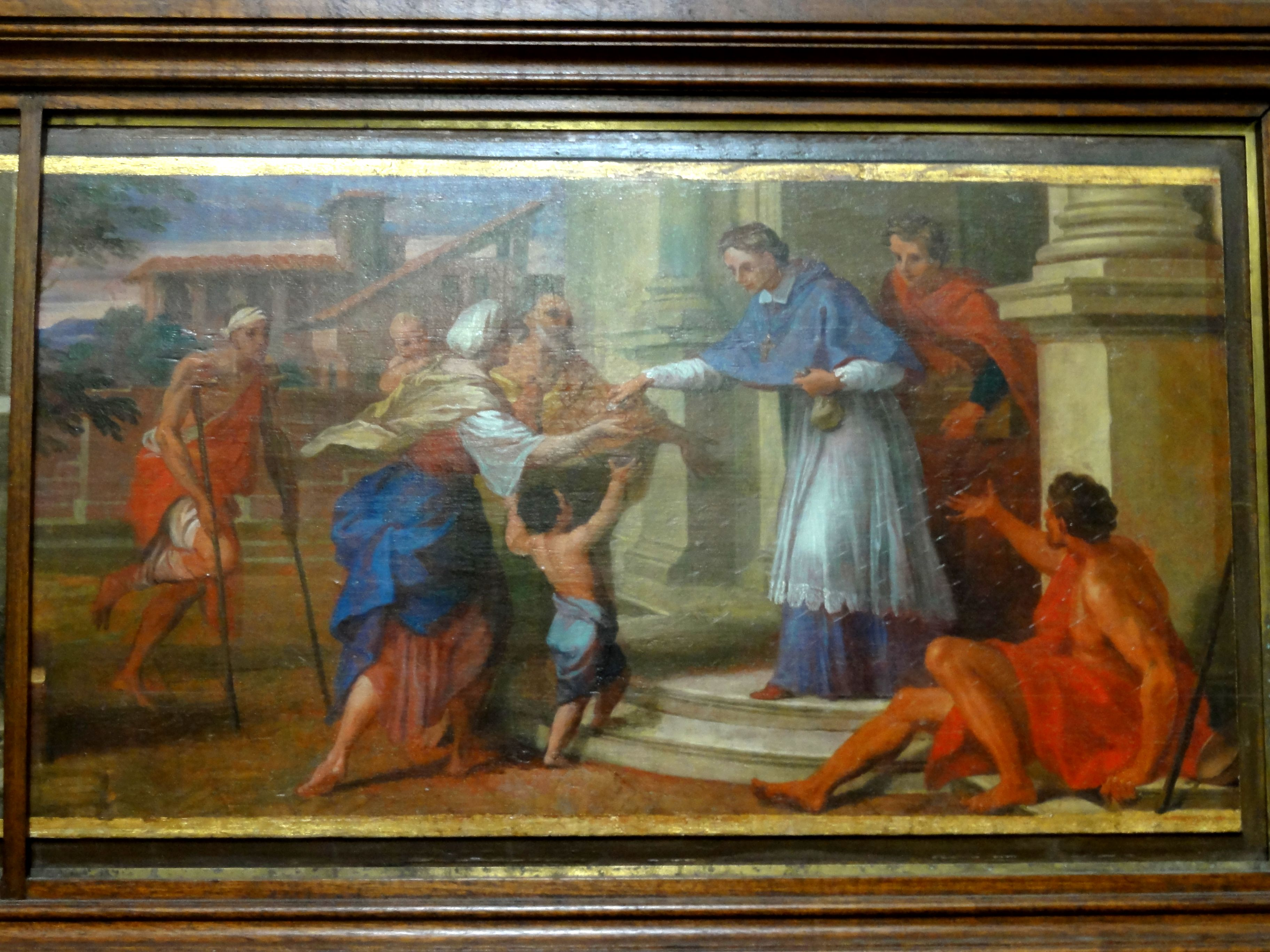
Charité de saint Hubert.
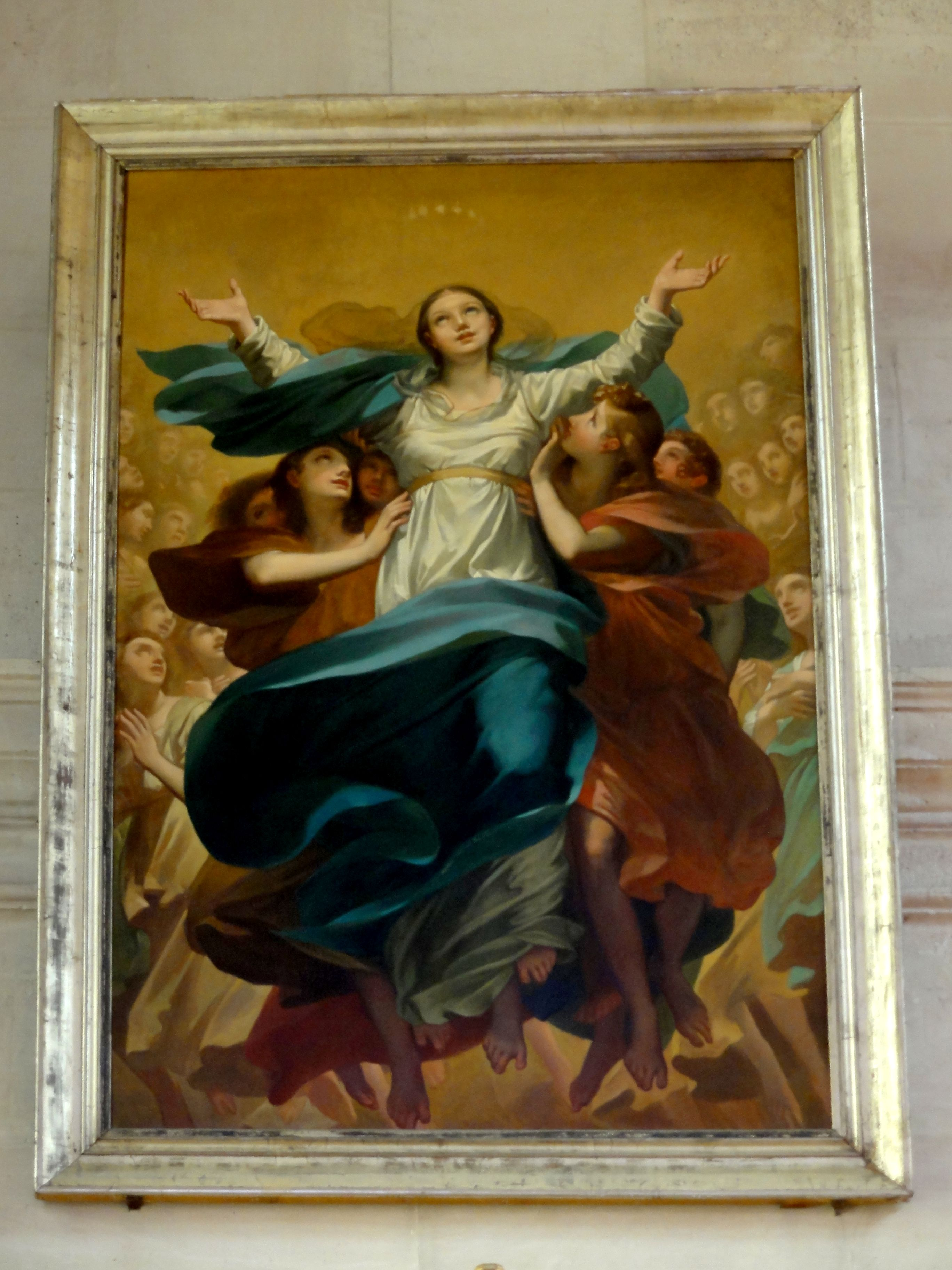
L'Assomption.
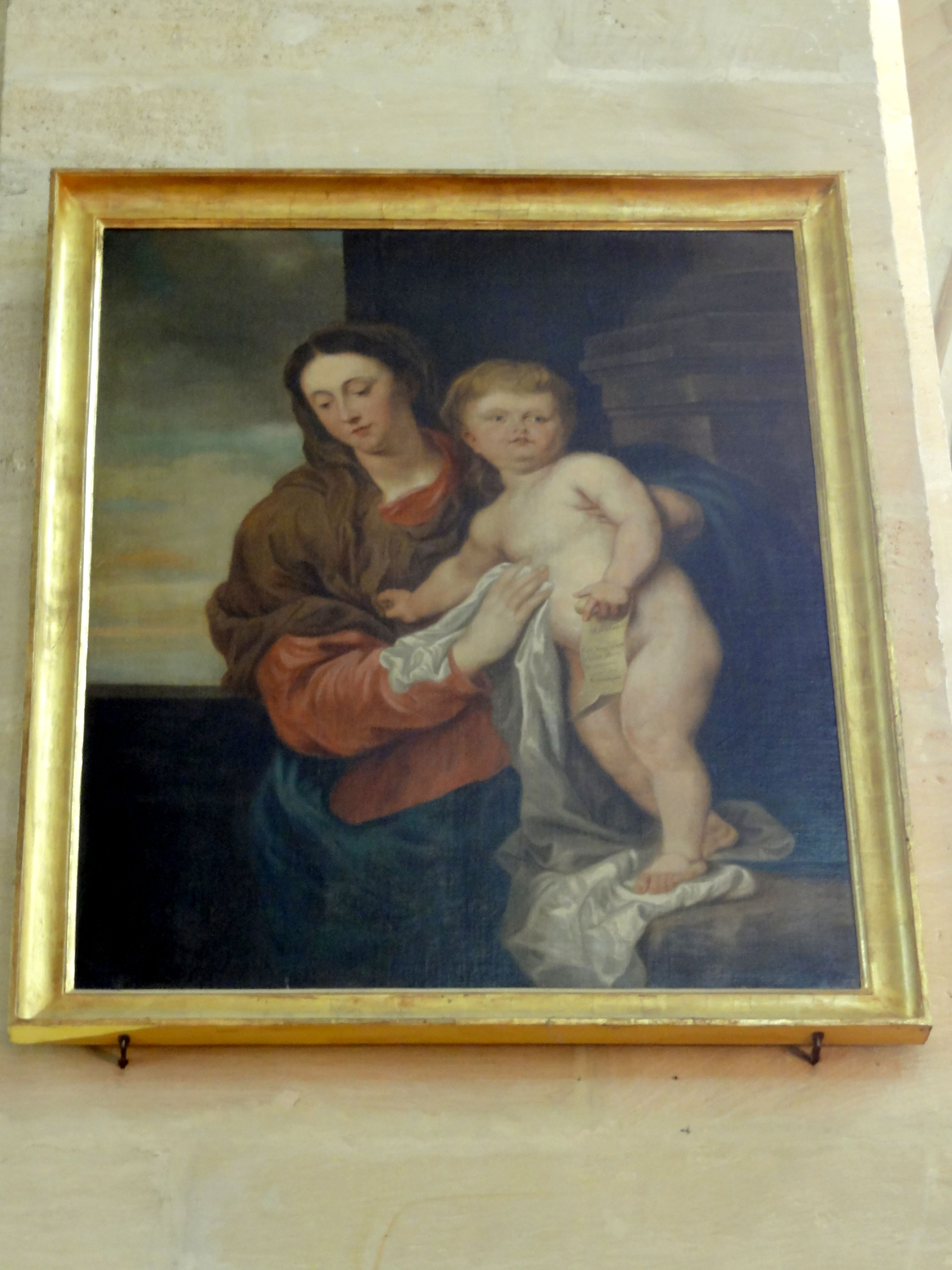
Vierge à l'Enfant.
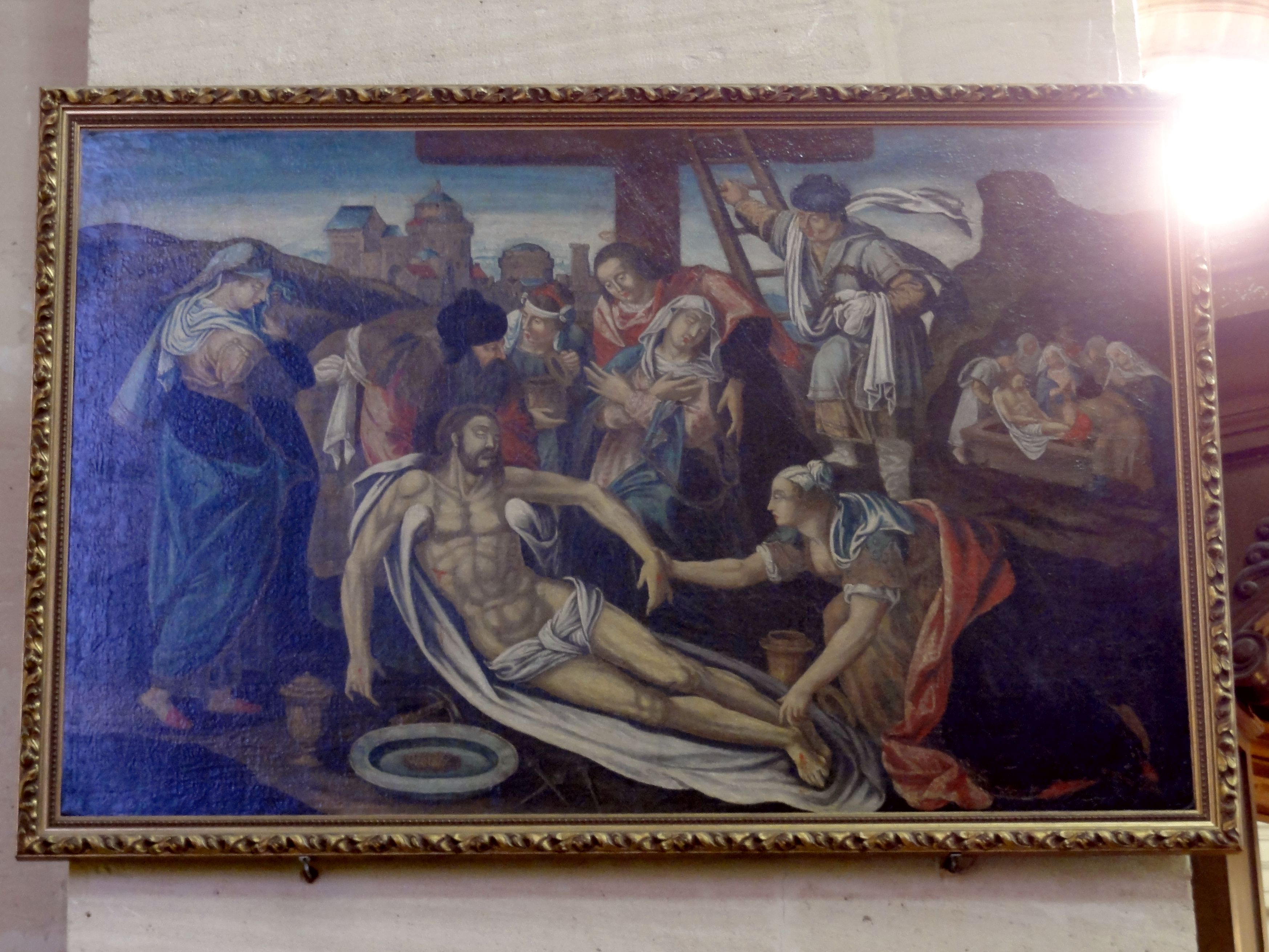
Descente de Croix
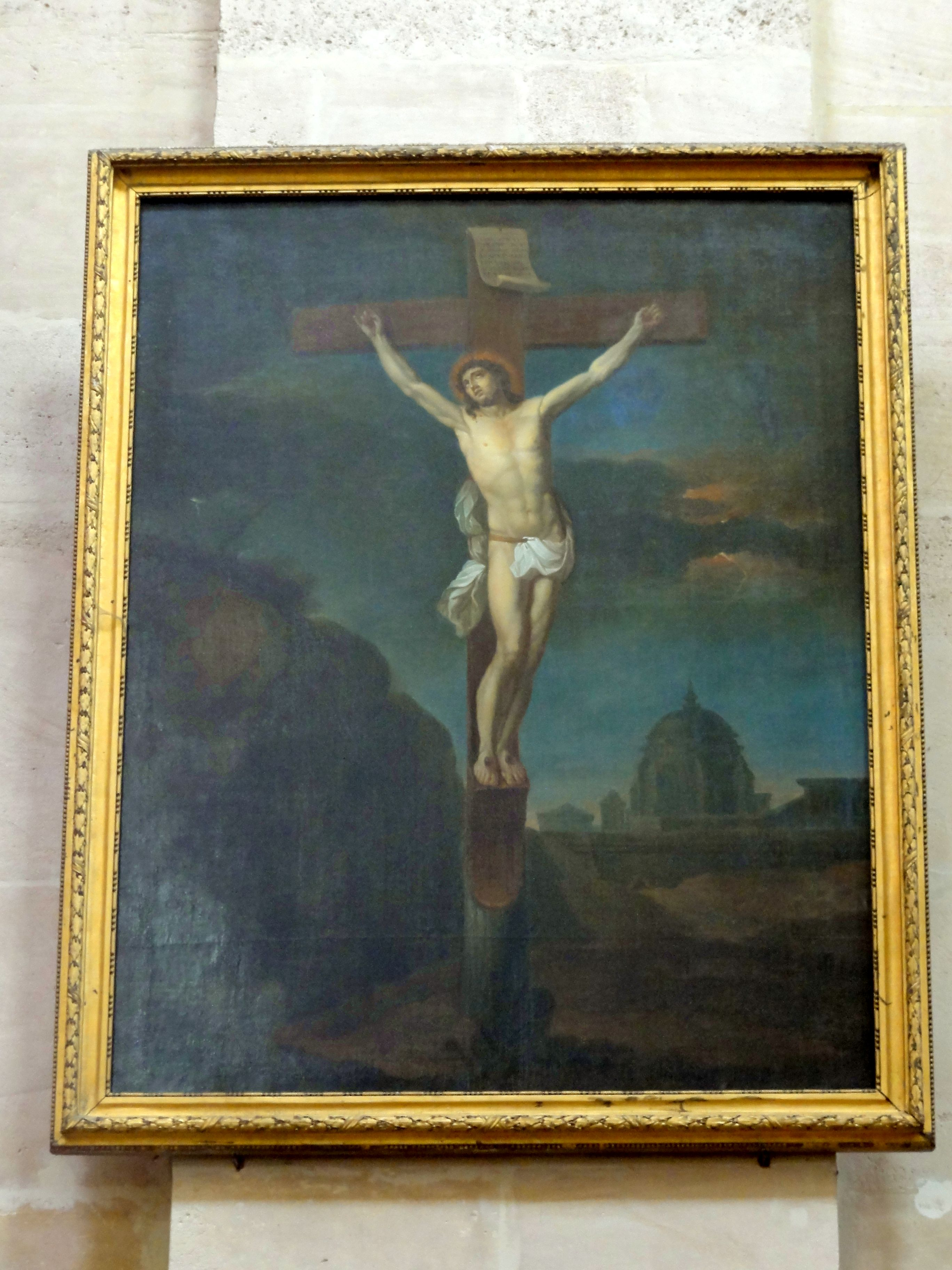
Christ en croix.
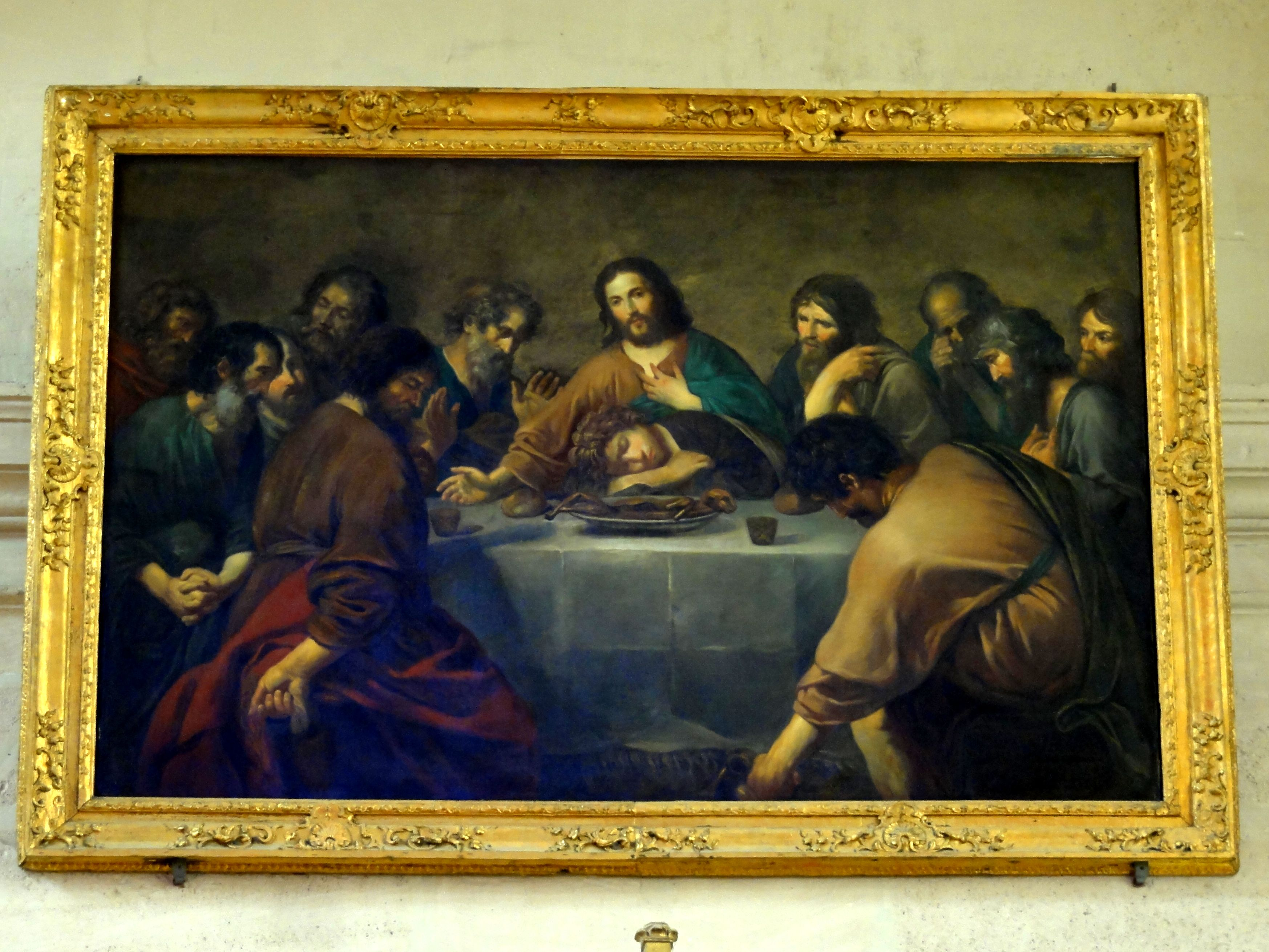
La Cène.
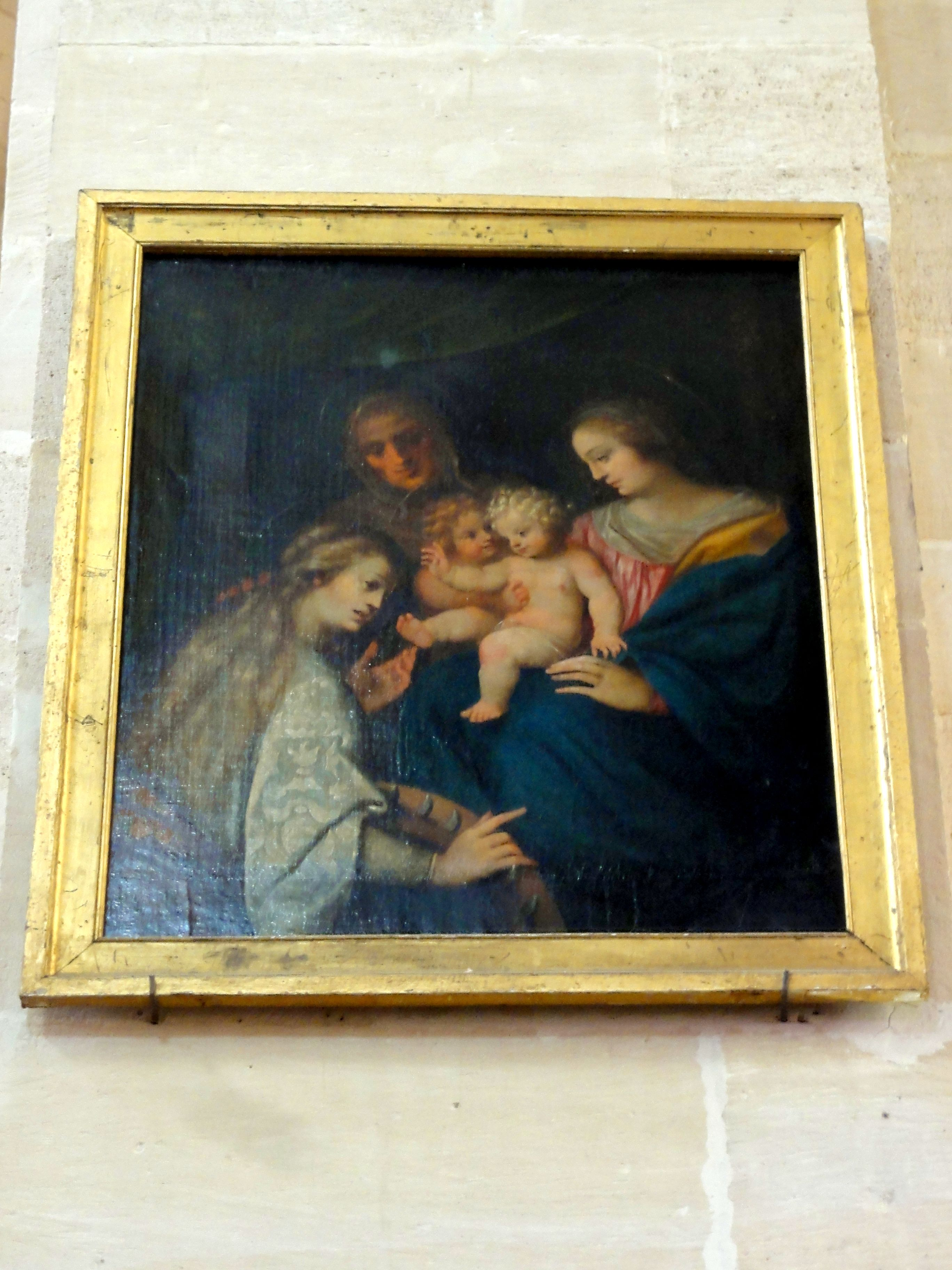
Le Mariage mystique de sainte Catherine.

### Monuments
En 1841, une paroissienne, Adelaïde Botin, obtient du curé l’autorisation de fonder la confrérie Notre-Dame des Suffrages, dont le nom fait référence à l’intercession de la Vierge pour les âmes du défunt auprès de Dieu. La conception d’un autel avec un retable est confiée à l’architecte Jean-Charles Piart-Dérinet. L’ensemble est appelé chapelle des Âmes du purgatoire, et trouve sa place au milieu du bas-côté gauche, où la fenêtre est remplacée par une vaste peinture murale. Réalisée par François-Léon Benouville et Jules Lenepveu, elle montre des âmes représentées par des figures humaines, entraînées par des anges et montant aux cieux, où trône Jésus-Christ entre la Vierge et saint Jean-Baptiste, les personnes qu’il a le plus aimés, et qui intercèdent pour les âmes le jour du Jugement dernier. En haut, le retable est flanqué par des peintures en trompe-l'œil symbolisant la Piété (Pietas) et la Fidélité ou la Foi (Fides). En bas, le retable est flanqué de deux niches de faible profondeur, qui abritent des hauts-reliefs incarnant l’Espérance (Spes) et la Charité (Caritas), personnifiés selon l’usage lors de la représentation des Vertus théologales. La portion du mur en dessous du retable porte le monument aux morts de la paroisse, qui est constitué de trois plaques affichant les noms des soldats cantiliens morts pour la France,.
Le monument des cœurs des princes de Condé se situe en face, au milieu du bas-côté droit, où il s’est substitué à une fenêtre. Ce monument financé par le duc d’Aumale et érigé pendant son premier exil a été inauguré le 13 mai 1854, et n’est plus qu’un cénotaphe depuis le 18 septembre 1883. La date de 1852 que l’on voit deux fois sur les cartouches à gauche et à droite correspond apparemment à l’autorisation accordée par la fabrique et le curé. Le monument est entièrement scellé dans le mur et ne touche pas le sol. De style néo-baroque, il s’organise sur trois registres, dont les deux registres supérieurs évoquent un temple antique. Le registre médian est dominant et comporte deux colonnes ioniques, partiellement en marbre rouge, et encadrant un cartouche noir qui a perdu la plaque qui y était vissée. Un chérubin est assis en bas. Le registre supérieur se compose d’un entablement avec corniche à denticules, supportant un fronton triangulaire arborant les armes des princes de Condé, portées par deux anges. Le registre inférieur comporte un avant-corps légèrement saillant, cantonné par deux pilastres doriques et présentant une plaque commémorative sur un cartouche, qui rappelle la translation des cœurs vers la chapelle du château en 1883. De part et d'autre de l’avant-corps, deux griffons en haut-relief placés en retrait étaient apparemment censés protéger les cœurs, iconographie pouvant paraître saugrenue dans une église,.
Sous l’occupation, en 1943, le curé Louis Charpentier, chanoine honoraire de Beauvais, prononce un sermon appelant à la Résistance : « Nous n’avons pas le devoir, bien plus, nous n’avons pas le droit de nous prêter ni à une alliance ni à une assimilation. […] Le but de l’occupant n’est pas seulement de s’assurer pour la durée de la guerre une alliance qui soutienne l’effort de ses armes, c’est aussi et surtout d’imposer à la France une tutelle qui peu à peu l’assimilera à l’Allemagne et la façonnera toute entière selon l’idéologie national-socialiste. […] C’est là surtout que la résistance est commandée à la France comme un devoir indispensable ». L’année suivante, le curé paie son courage par une déportation au camp de concentration de Mauthausen, où il meurt au mois d’avril. Un petit monument dans l’église rend hommage au chanoine Louis Charpentier, et porte l’inscription « Prêtre affable et zélé / ardent patriote / déporté et mort / à Mauthausen / il a offert sa vie / à Dieu / pour le salut de la France / et pour sa paroisse ».

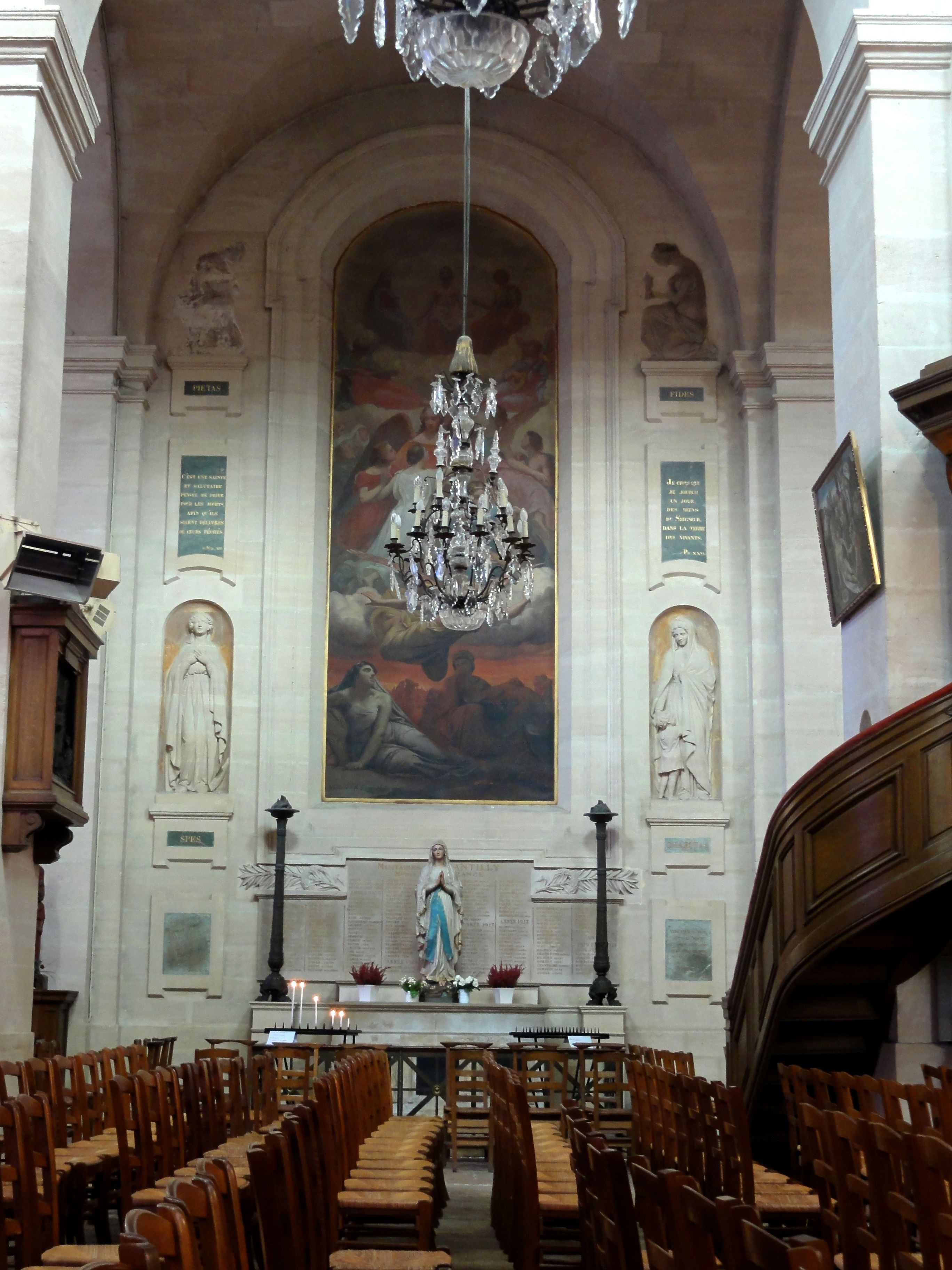
Chapelle des Âmes du purgatoire.
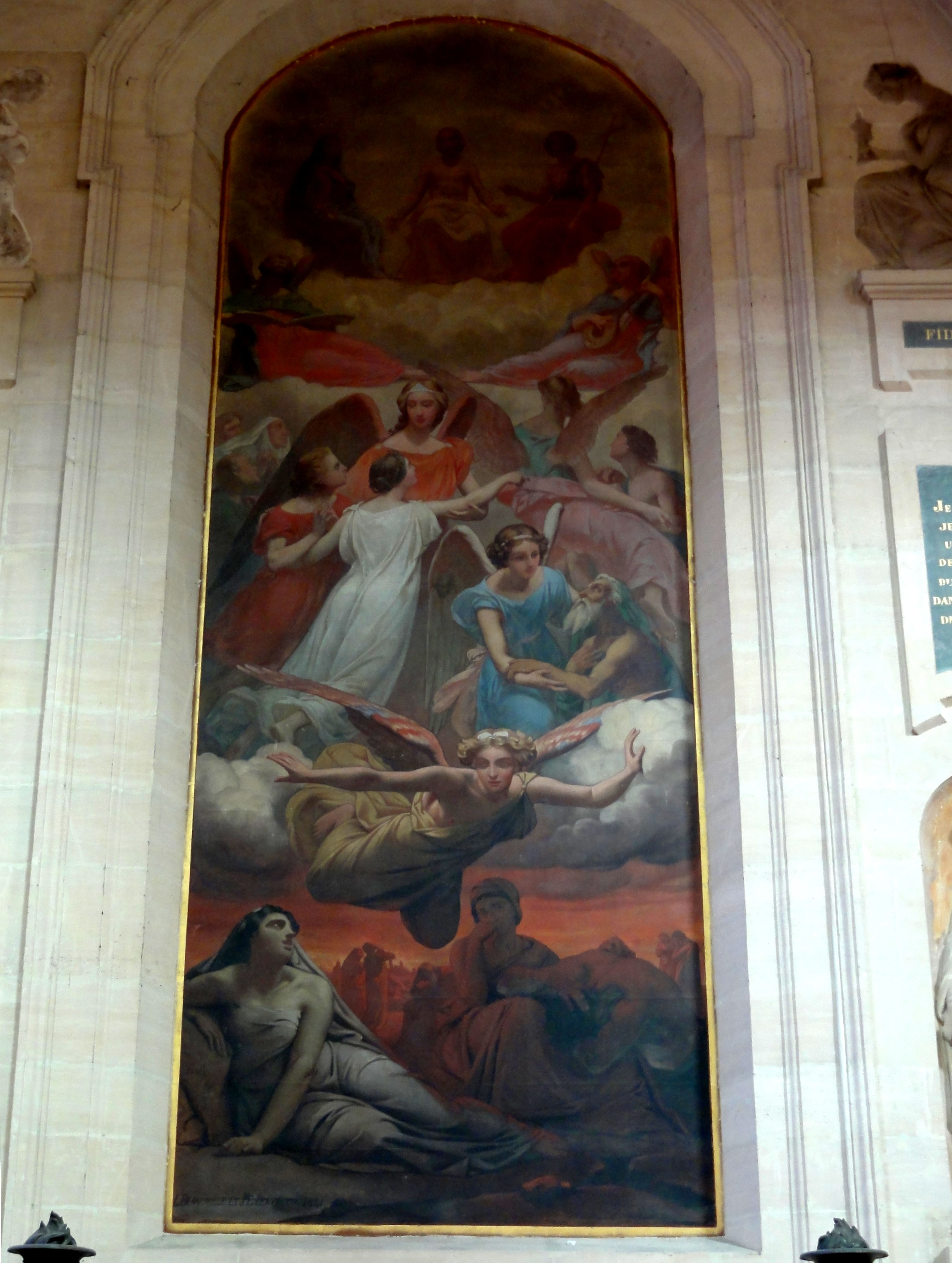
Retable de la chapelle des Âmes du purgatoire.
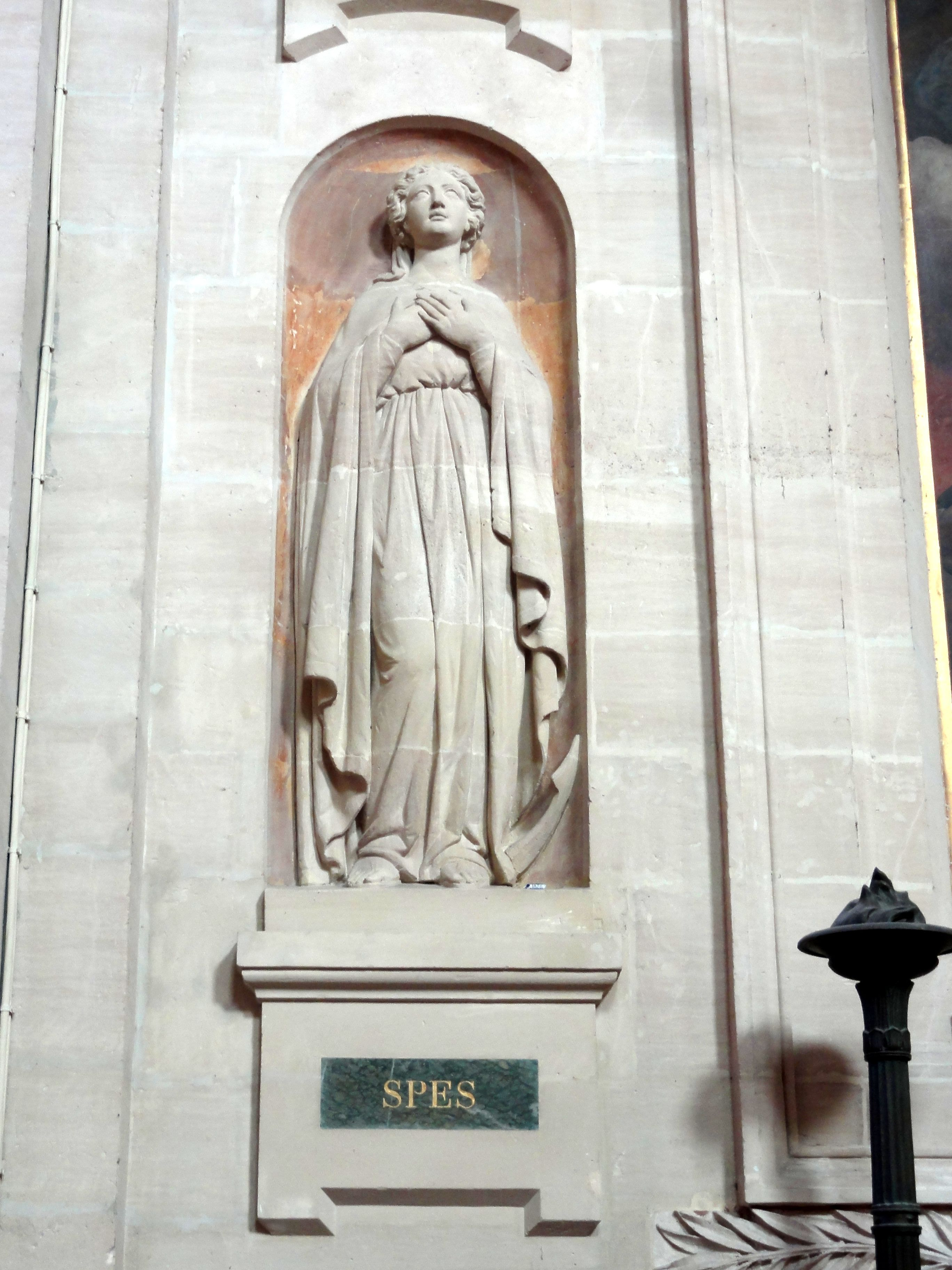
Haut-relief - L'Espérance.
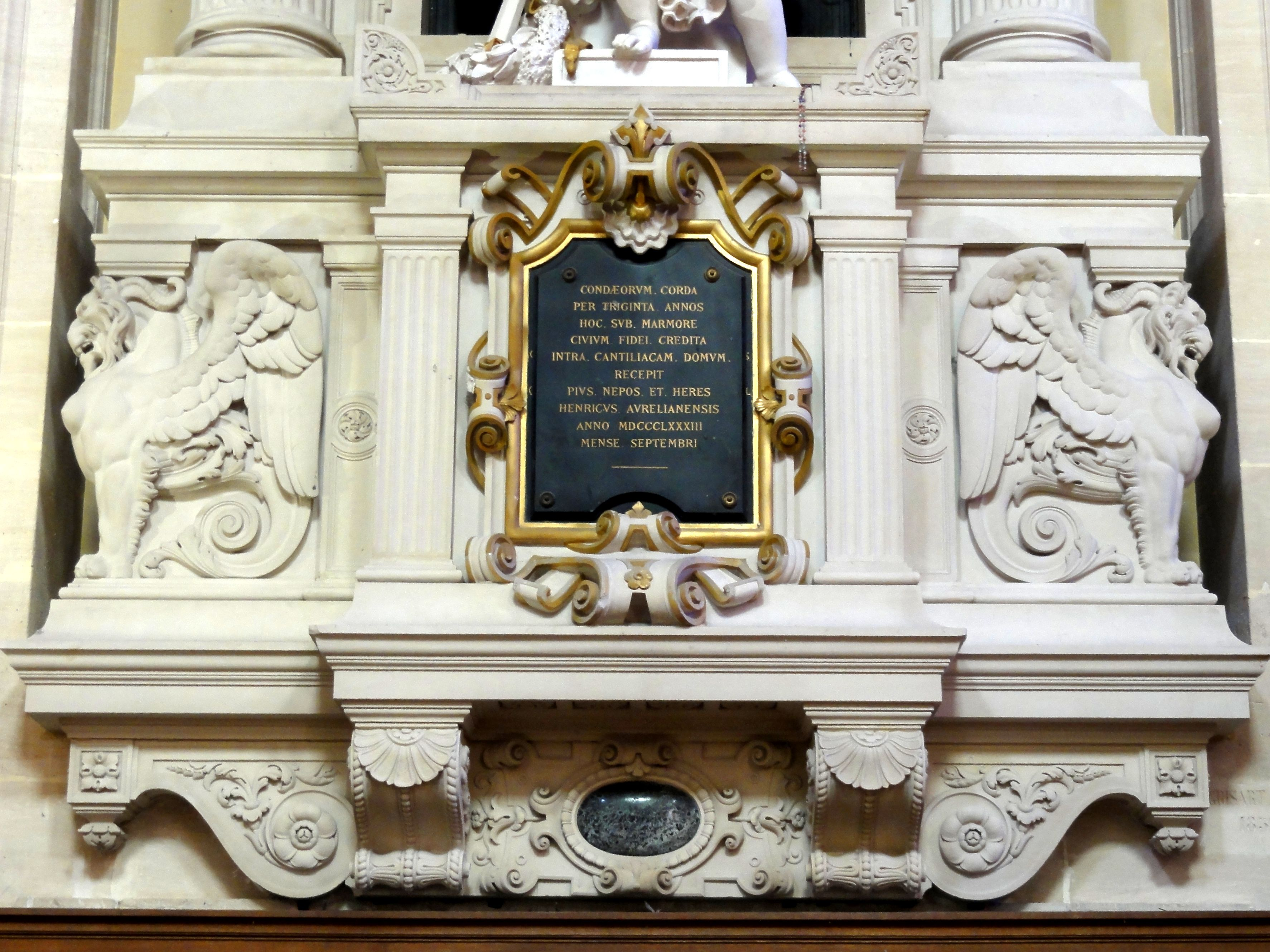
Monument des cœurs des princes de Condé, registre inférieur.
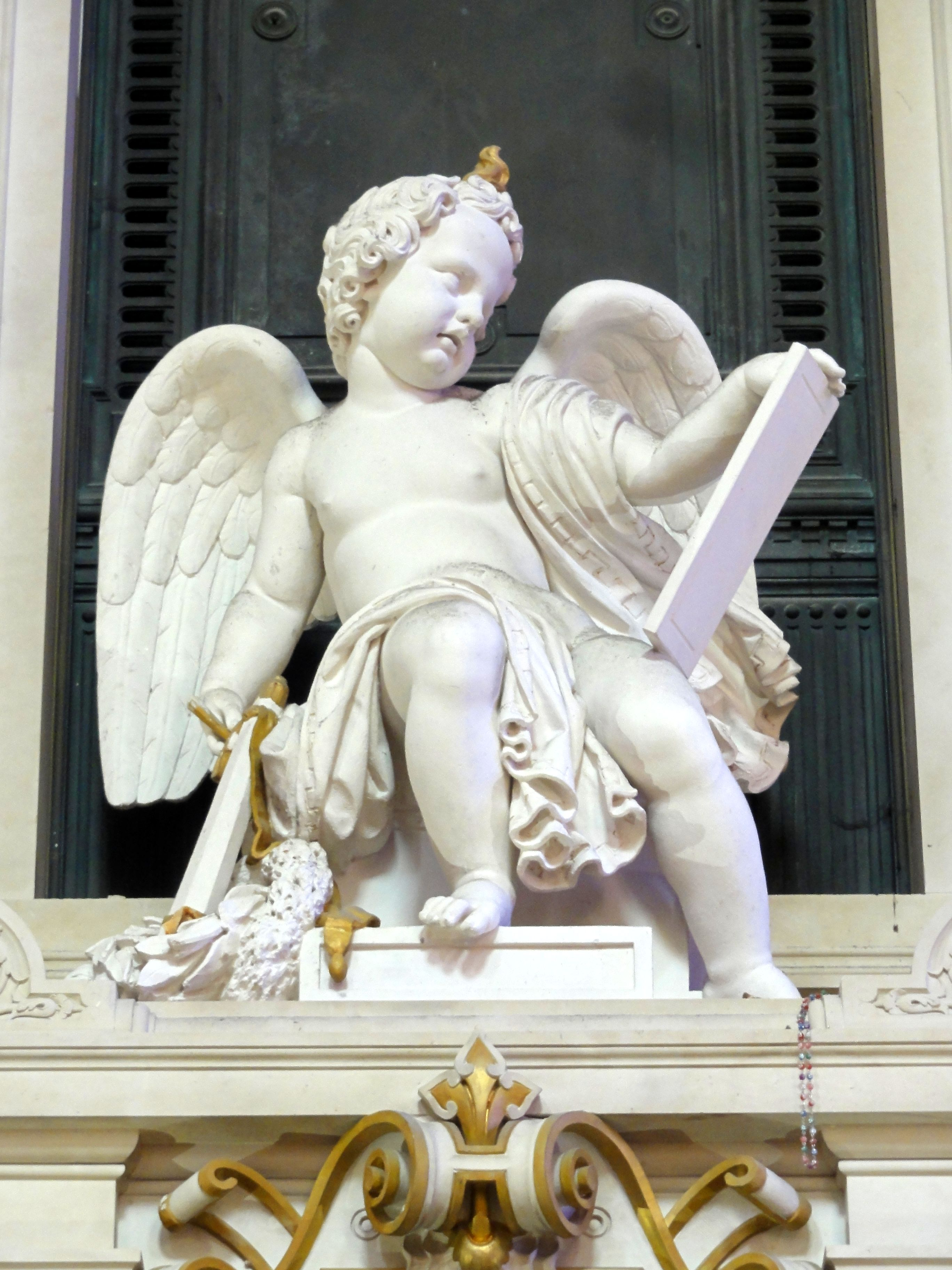
Monument des cœurs des princes de Condé, chérubin.
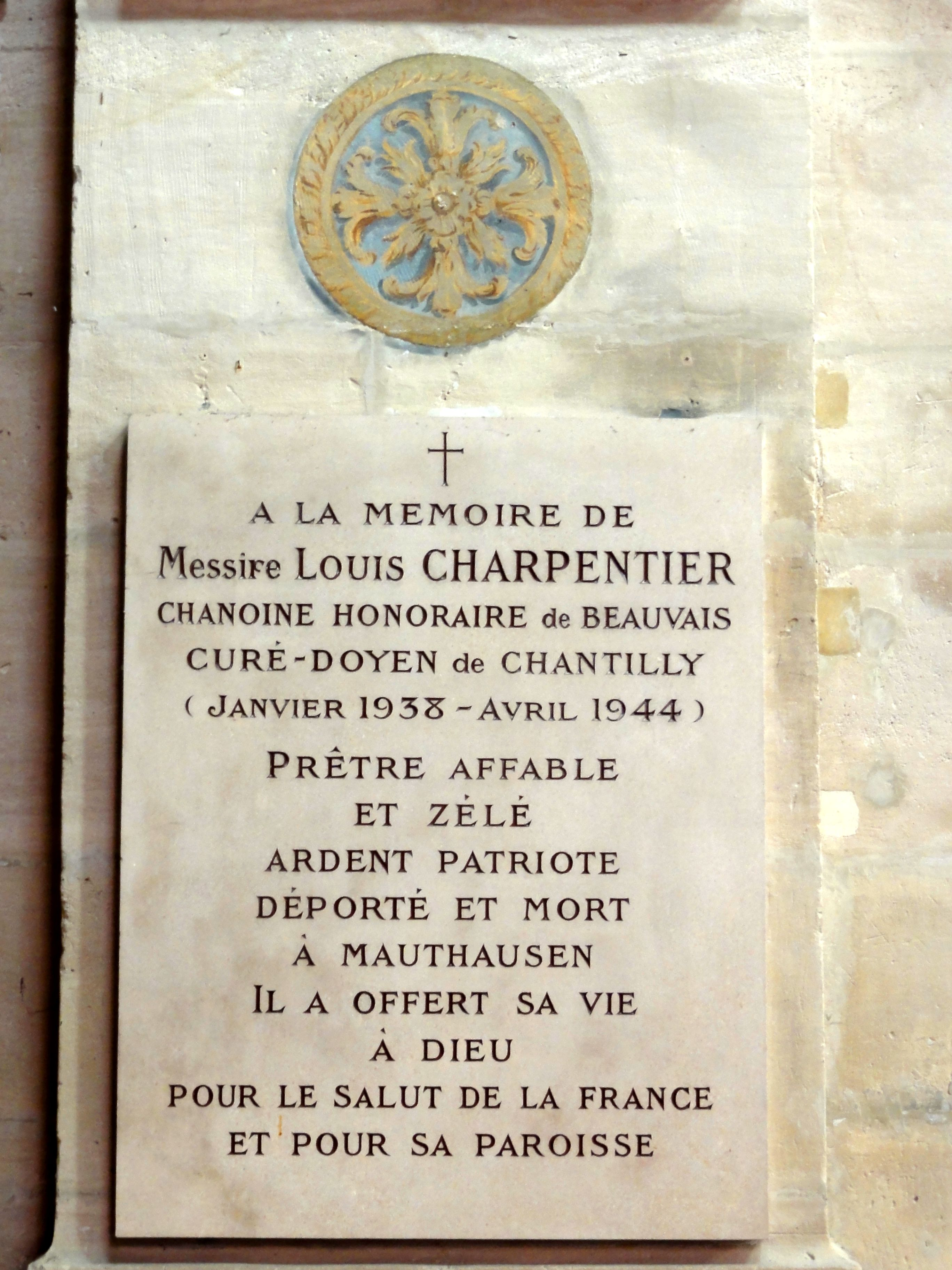
Monument pour le chanoine Louis Charpentier.

### Autres éléments du mobilier
Une croix d'autel en faïence, bois et cuivre argenté datant de la fin du XVIIe siècle ou du début du XVIIIe siècle a été classée au titre objet en même temps que les tableaux.